# Гюстав Доре
Поль Гюстав Доре (фр. Paul Gustave Doré; 6 січня 1832, Страсбург — 23 січня 1883, Париж) — французький гравер, ілюстратор, живописець та скульптор. Автор ілюстрацій до численних класичних творів літератури, карикатурист, провісник жанру коміксу.

## Життєпис

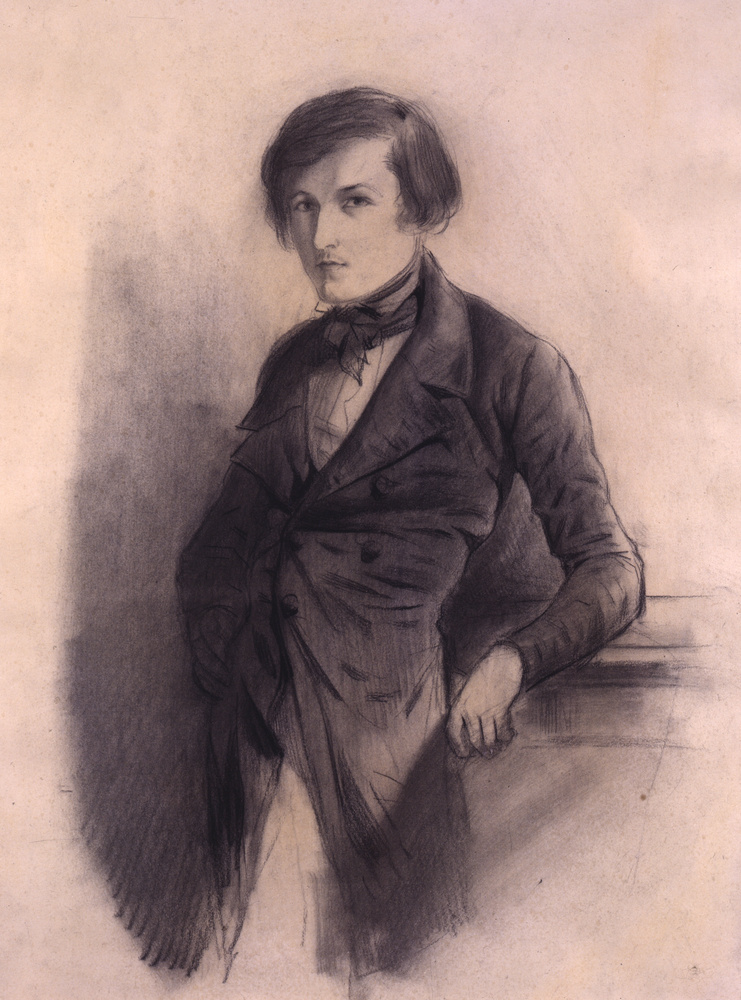
Автопортрет, 1851 р.

Поль Гюстав Доре народився в 1832 році в Страсбурзі, Франція, в родині інженера. Доре з дитинства любив читати та слухати оповідання та рано проявив інтерес до малювання. У вісім років він намалював ілюстровану історію на 28 сторінках, натхненну книгою Жана Гранвіля «Сцени з особистого і громадського життя тварин» (1830). У дев'ять років хлопчик зробив першу спробу проілюструвати класичну середньовічну поему Данте Аліг'єрі «Божественна комедія». У 1844—1846 роках він написав кілька оповідань, які власноруч проілюстрував, а саме «Історію Каліпсо» та «Пригоди нікчеми та чванька». Доре вступив до ліцею Бург-ан-Брес, де вивчав мистецтво. Пізніше він також навчався в ліцеї Карла Великого. На його графіку найбільше вплинули Жан Гранвіль, Амеде де Ное і Родольф Тепфер. Через свого батька п'ятнадцятирічний Доре зв'язався з Чарльзом Філіпоном, видавцем сатиричного журналу «Le Journal Pour Rire». У 1847 році хлопець опублікував свої перші карикатури для цього журналу під назвою «Гротески», незабаром утвердившись як штатний карикатурист. Його контракт передбачав, що Філіпон повинен публікувати принаймні один із малюнків Доре на тиждень. Це рішення виявилося дуже доречним, бо батько Доре невдовзі помер, тож син лишився єдиним годувальником сім'ї.
Доре створив кілька ілюстрованих гумористичних оповідань із підписами до ілюстрацій, що стали прототипами коміксу. 1854 рік став переломним у його кар'єрі. Доре проілюстрував роман Франсуа Рабле XVI століття «Гаргантюа і Пантагрюель», що принесло йому славу. В 1856 році, у 22-річному віці, він покинув роботу в «Le Journal Pour Rire» і відтоді утримався від малювання карикатур. Він також перестав видавати власні літературні твори, зосередившись на ілюструванні чужих.
У наступні десятиліття Доре проілюстрував численні класичні романи, вірші та оповідання. У 1855 році — «Сто смішних казок» (1855) Оноре де Бальзака, через рік виконав гравюру із зображенням Вічного жида з «Легенди про вічного жида» (1856), яка була попередницею біблійних ілюстрацій, які він створив через десятиліття. У 1861 році Доре виконав свою першу класичну ілюстрацію до поеми Данте Аліг'єрі «Божественна комедія». Перший том зображував Пекло, а інтерпретації Чистилища та Раю з'явилися в 1868 році. Пекло мало набагато цікавіші можливості для візуалізації, і зображення Доре стали другою за значущістю інтерпретацією Пекла після робіт Ієроніма Босха. Це призвело до збільшення кількості замовлень на ілюстрації до класичних творів світової літератури.
У 1862 році Доре проілюстрував оповідання Рудольфа Распе про барона Мюнхгаузена. Він не лише надав йому усталеного вигляду — високого чоловіка з цапиною борідкою, — але й візуалізував оповідки, які завжди суперечать логіці. Досвід у коміксах допоміг Доре проілюструвати навіть найабсурдніші описи. Того ж року Доре працював над «Казками матінки Гуски» Шарля Перро (1862), до яких входять «Хлопчик-мізиник», «Спляча красуня», «Попелюшка», «Кіт у чоботях», «Червона шапочка» та «Синя Борода». Більшу частину натхнення Доре черпав у лісах Вогезів, які він знав із юності. У 1863 році він виконав ілюстрації до «Дона Кіхота» Мігеля де Сервантеса, визначивши класичний вигляд персонажів.
Потім, у 1866 році, Доре проілюстрував «Капітана Фракасса» Теофіла Готьє, поему Джона Мілтона «Втрачений рай» і нарешті Біблію. Ще за життя Доре багато ілюстраторів Біблії копіювали його образи, тоді як численні шкільні вчителі використовували ці зображення, щоб зробити уроки Біблії візуально цікавішими. Тож у підсумку гравюри Доре для Біблії теж стали класичними.
Ґюстав Доре був удостоєний ордену Кавалера (1854) та офіцера (1879) Ордена Почесного легіону. У 1861 році його запросили до палацу французького імператора Наполеона III, а в 1875 році він зустрівся з королевою Вікторією в Букінгемському палаці. В Англії його роботи публікувало видання «Illustrated London News». У 1867 році ілюстрації Доре стали предметом величезної ретроспективної виставки в Лондоні. Через рік у британській столиці на Бонд-стрит була створена галерея імені Доре. Митець познайомився з багатьма відомими письменниками (зокрема такими, як Александр Дюма), композиторами (Джоаккіно Россіні, Ференц Ліст) і акторами (Аделіна Патті). У нього був роман зі знаменитою співачкою і актрисою Сарою Бернхардт, хоча вони так і не одружилися.
У 1867 році Доре ілюстрував «Байки» Жана де ла Фонтена та поетичну збірку Артура Лорда Теннісона «Ідилії короля» (1867—1868). У 1870 році Пруссія і Німеччина вступили у франко-прусську війну. Доре записався до Національної гвардії, але також виконував гравюри для «La Marseillaise», «Le Chant du Départ», «Le Rhin Allemand», «L' Aigle Noir» і «L'Enigme». Через рік Париж був охоплений революцією комунарів, яка спонукала його та його матір втекти до Версаля. Коли революція згасла, мати з сином повернулися до Парижа. Останньою роботою митця стала поетична збірка Едгара Аллана По «Ворон» (1883). Далі Доре планував ілюструвати п'єси Шекспіра, виконавши кілька ескізів. Він все ще жив зі своєю матір'ю, коли вона померла в 1881 році. Доре пережив її лише на два роки, поки не помер на початку 1883 року.

## Творчість

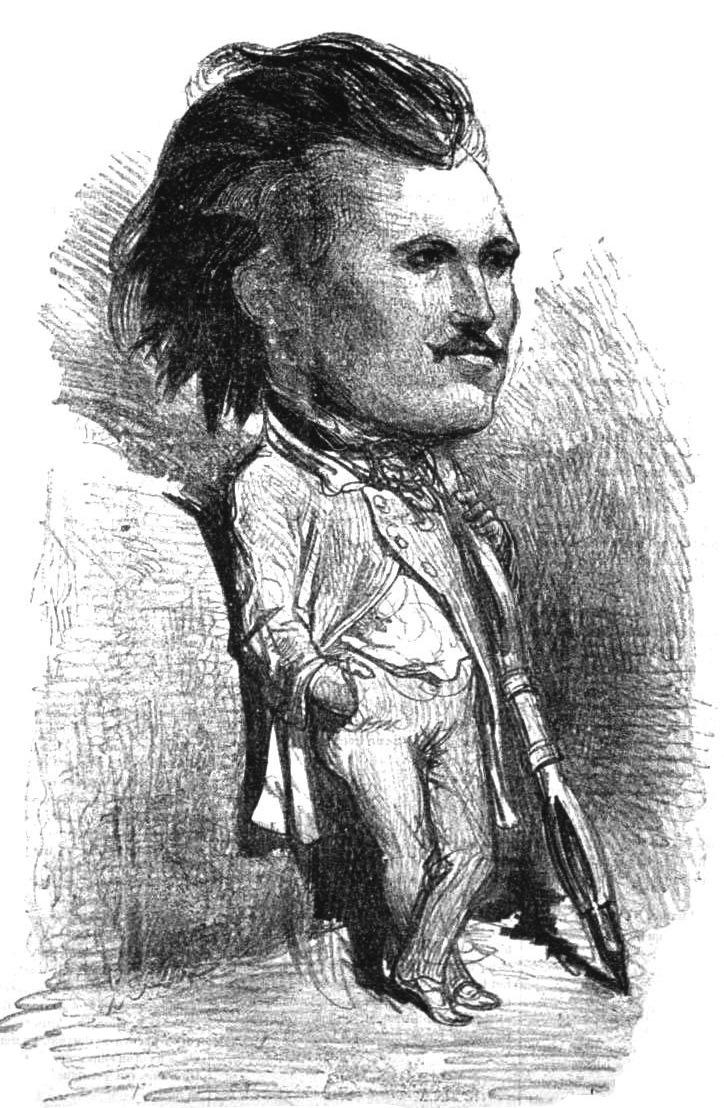
Автокарикатура, 1858 р.

Доре працював у техніці скульптури, олійного живопису, акварелі та гравюри на дереві, майстерно володіючи всіма ними. Це зробило Доре унікальною постаттю у французькому мистецтві та посприяло статусу одного з найвидатніших художників Франції. Крім того, він опанував різні техніки друку, такі як літографію. Він створив близько 10 тис. ілюстрацій, хоча частину виконали його учні, ставлячи автограф учителя. Це призвело до плутанини щодо встановлення авторства деяких зображень. Відомо про таких асистентів, які допомагали йому в виготовленні гравюр, як Жан Бест, Ернест Боетцель, Луї-Анрі Брев'єр, Жан Дельдюк, Еміль Дешам, Луї Дюмон, Фаньйон, Жан Гошар, П'єр Гусман, Сезар-Огюст Ебер, Октав Джайєр, Поль Жоннар, Жак-Адріан Лавієль, Шарль Моран, Адольф Франсуа Панемейкер, Антуан-Альфе Піо, Франсуа П'єрдон, Еліодор Пізан, Поль Ріо, Еліза Руже та Ноель Ежен Сотен.
Протягом своєї кар'єри митець виконав ілюстрації до багатьох книг, серед яких Біблія, «Божественна комедія» Данте, «Поема про старого моряка» Семюела Колріджа, «Казки» Шарля Перро, «Дон Кіхот» Мігеля де Сервантеса, «Гаргантюа і Пантагрюель» Франсуа Рабле, «Лондон, паломництво» Вільяма Бланшара Джерольда, «Втрачений рай» Джона Мілтона, «Сто смішних казок» Оноре де Бальзака, «Казки» Жана де Лафонтена та «Ланселот і Елейна» Альфреда Теннісона. Багато з його ілюстрацій здобули статус класичних.
Ранні роботи Доре були виражено гумористичні. Потім він надавав перевагу малюванню сюжетів із фантастичними елементами, але також виконував багато реалістичних зображень. Його «Подорож через Піренеї» (1855) була графічним звітом про подорож до французько-іспанської гірської області Піренеїв. Митець також відвідав Швейцарію (1853 і 1875), Іспанію (1855 і 1862), Німеччину (1862), Англію (1868) і Шотландію (1873—1874), що відобразив у своїх творах.

## Вплив

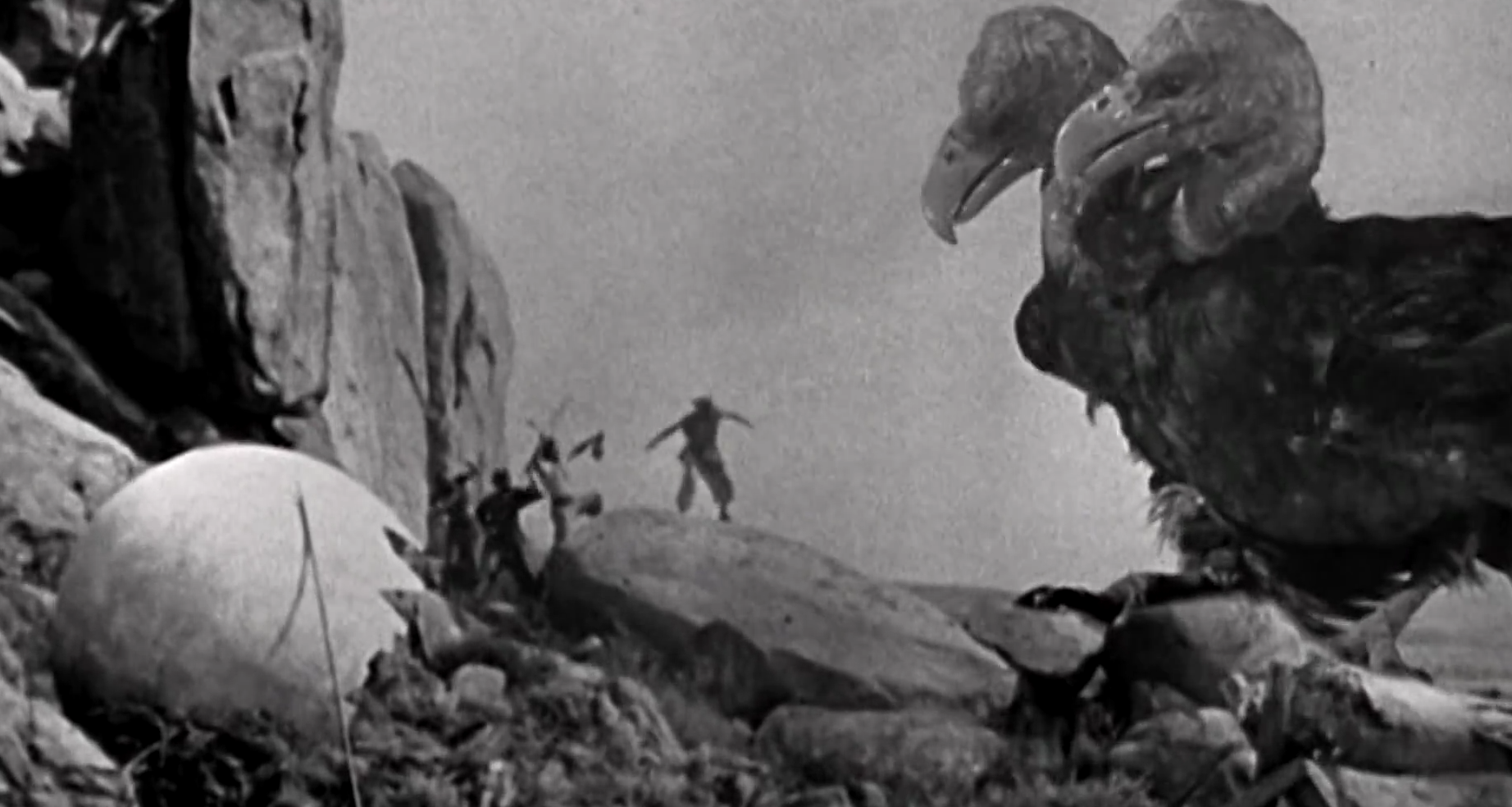
Такі фільми, як «Сьома подорож Синдбада», наслідували гравюри Доре

Зважаючи на кількість наслідувачів, Доре мав більший культурний вплив, ніж будь-який інший художник XIX століття. Він вплинув на митців, як-от Фелісьєна Ропса, Вінсента Ван Гога, Антона Піка, Волта Діснея, Рея Гарріхаузена, Мартена Тундера та його дружину Фіні Дік, Поля Кувельє, Гарві Курцмана, Томі Ангерера, Террі Гілліама, Пітера Ван Стратена, Філіпа Друйє, Франсуа Бука, Франсуа Шуйтена, Рене Фолле, Жана-Луї Лежена, Гаральда Стрікера, Свена Нордквіста і Роберта Крамба. Дісней запозичив значну частину візуального стилю своїх екранізацій казок у Доре, зокрема до «Веселих симфоній» та таких фільмів, як «Білосніжка» (1937), «Попелюшка» (1950) і «Спляча красуня» (1959).
Вплив Доре відчутний також у фільмах живої дії. Ще в 1900-х роках Жорж Мельєс імітував стиль митця у своїх декораціях і спецефектах. Незліченна кількість біблійних кіноепосів оживлювала сцени з Біблії та «Божественної комедії» Доре. Розробник спецефектів Вілліс О'Браєн розробив Острів черепа у фільмі «Кінг-Конг» (1933), надихаючись зображеннями темних лісів, повних гротескних монстрів, Доре. Його наступник Рей Гаррігаузен також відтворив атмосферу фантазій Доре в таких картинах, як «Сьома подорож Синдбада» (1956), «Ясон і аргонавти» (1963) і «Битва титанів» (1981). Фільми-казки, як-от «Красуня і красуня» Жана Кокто (1946), «Вовча компанія» Ніла Джордана (1984) і «Сонна лощина» Тіма Бертона (1999) також наслідували ілюстрації Доре до казок. Террі Гілліам був режисером кількох фільмів, безпосередньо натхненних роботами Доре, наприклад «Пригоди барона Мюнхгаузена» (1989) і «Дон Кіхот» (2018). Інші, як-от «Бандити часу» (1981) і «Брати Грімм» (2003), взяли візуальні елементи з ілюстрацій Доре до казок. Бородатий канібал у «Лютому Орландо», зображений Доре, надихнув Джорджа Лукаса на створення Чубакки для «Зоряних воєн» (1977).
Він вважається провісником жанру коміксу, оскільки компонував зображення в панелі з підписами, де дія розгорталася поступово. З-поміж них особливо виразна книга-альбом «Мальовнича, драматична та карикатурна історія Святої Русі». В 1851 році видавництво «Aubert & Cie» опублікувало дві книги коміксів Доре, в одному з яких Доре зобразив самого себе. Можливо, що це був перший в історії випадок, коли художник коміксів помістив камео творця до твору.

## Галерея робіт

Ілюстрації до Біблії
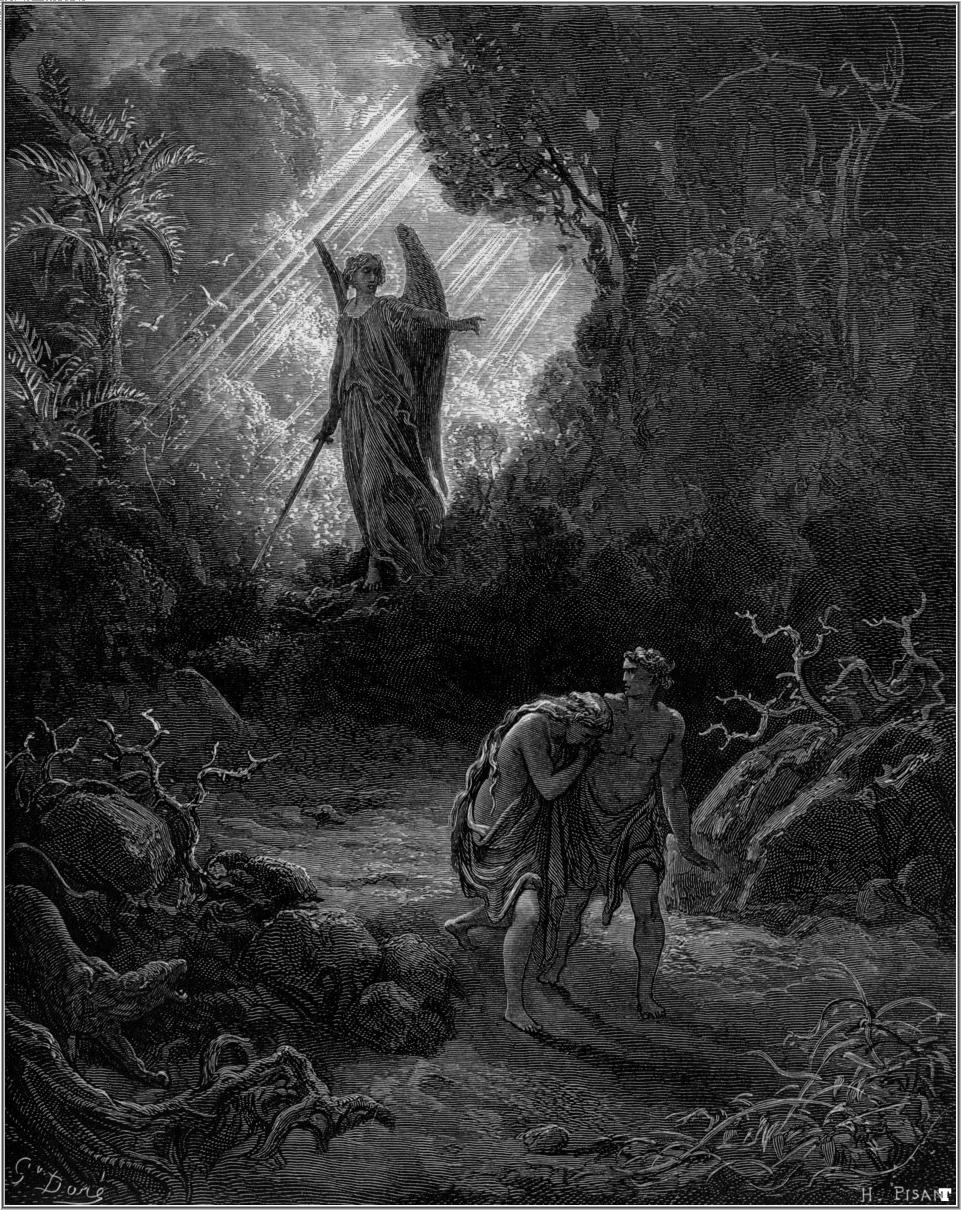
Вигнання Адама і Єви з Раю
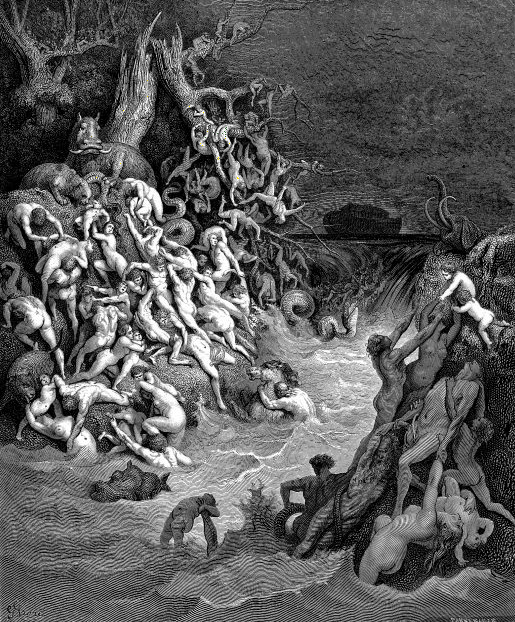
Всесвітній потоп
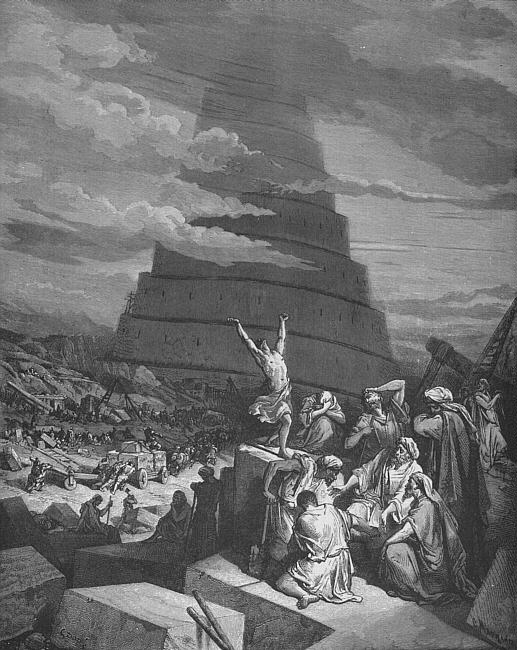
Вавилонське стовпотворіння
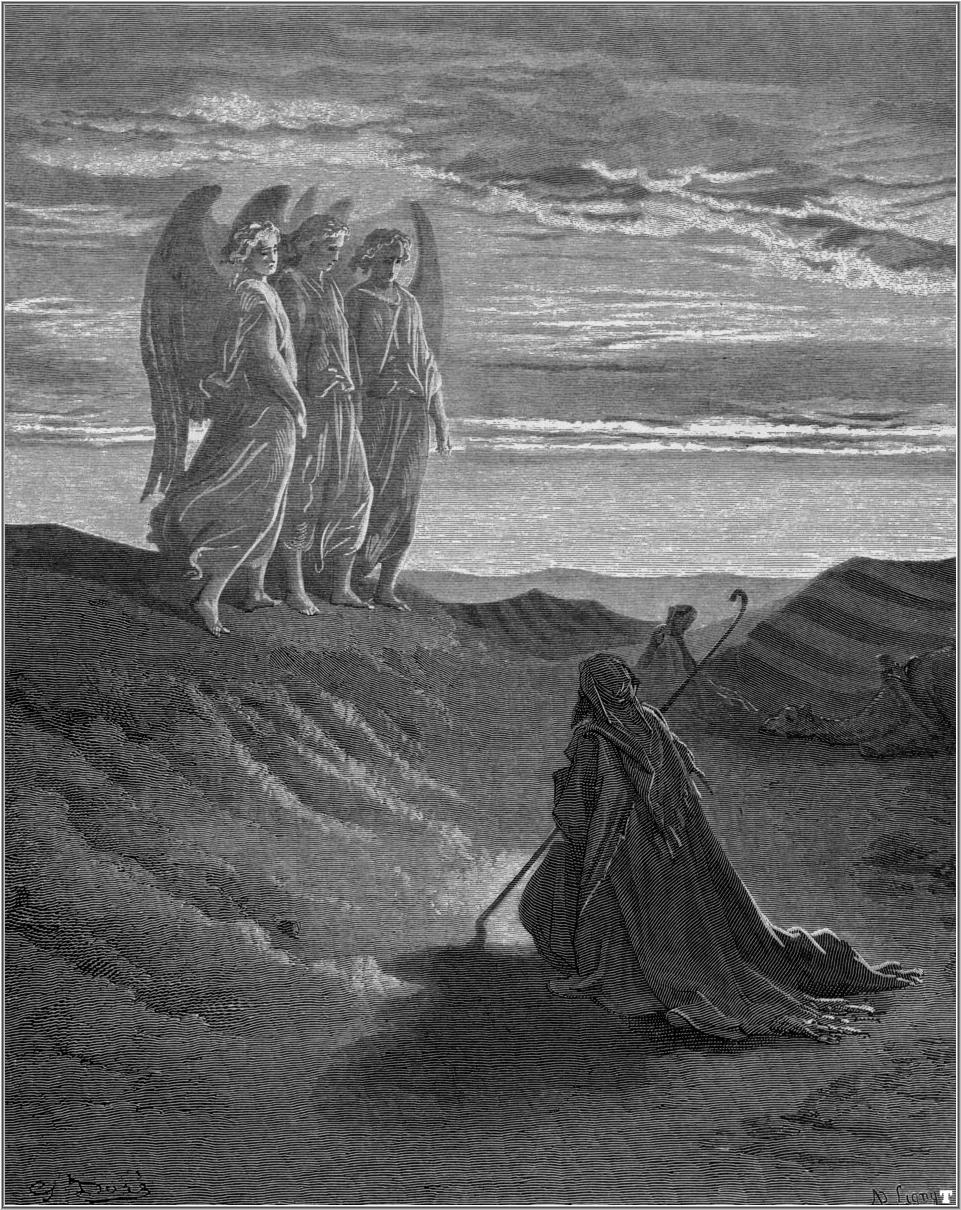
Авраам і троє янголів
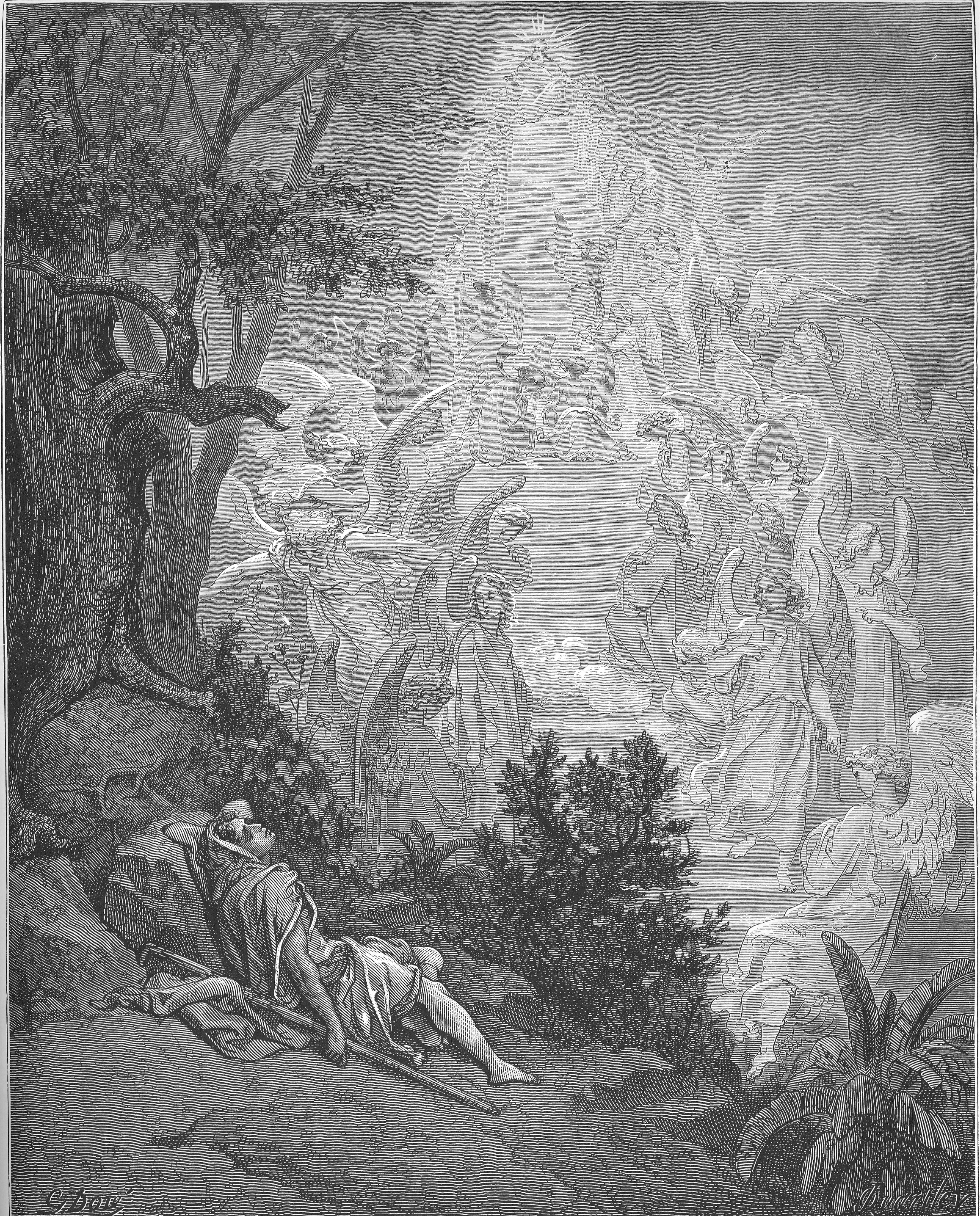
Сон Якова
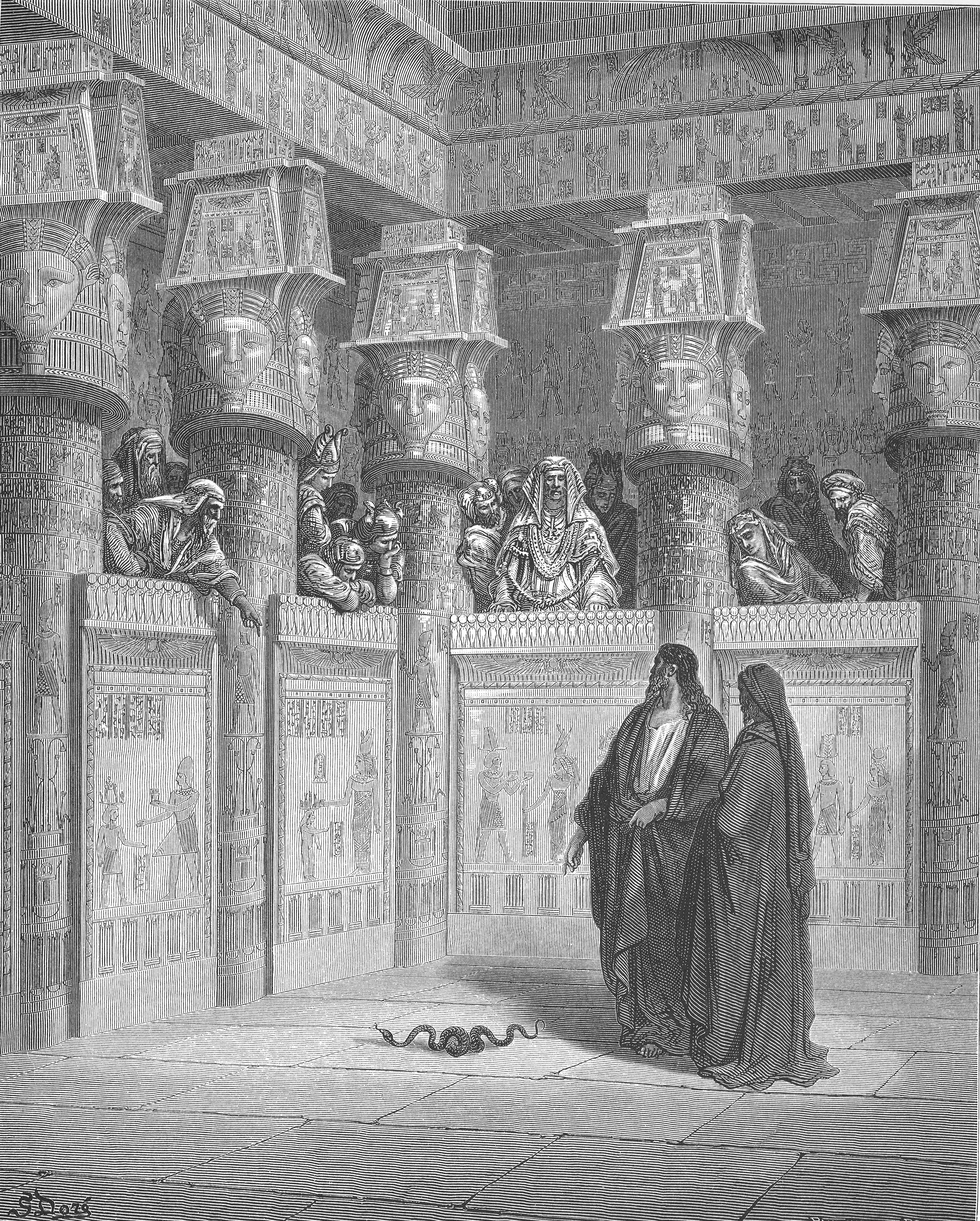
Мойсей і Аарон перед фараоном
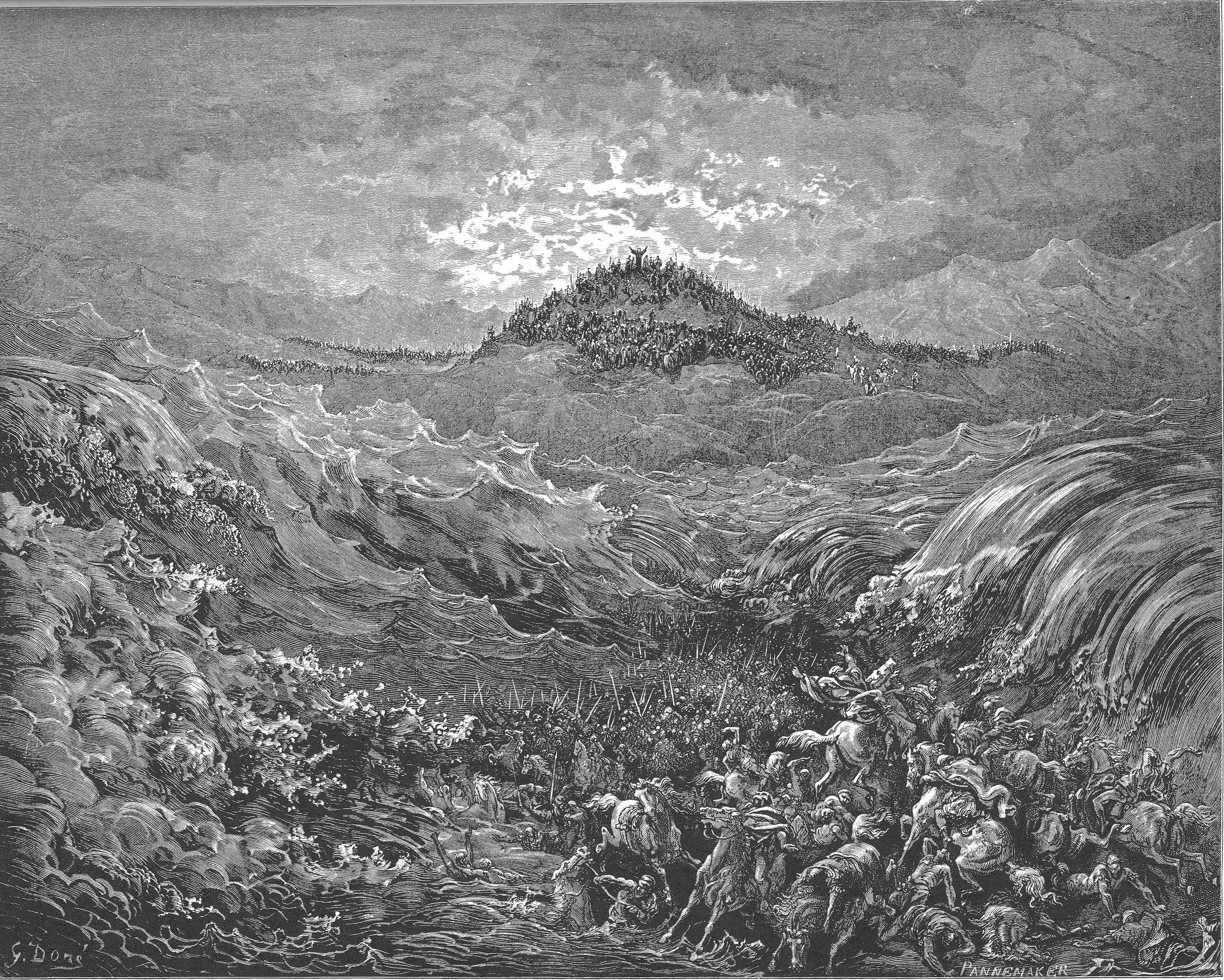
Загибель фараонового війська в Червоному морі
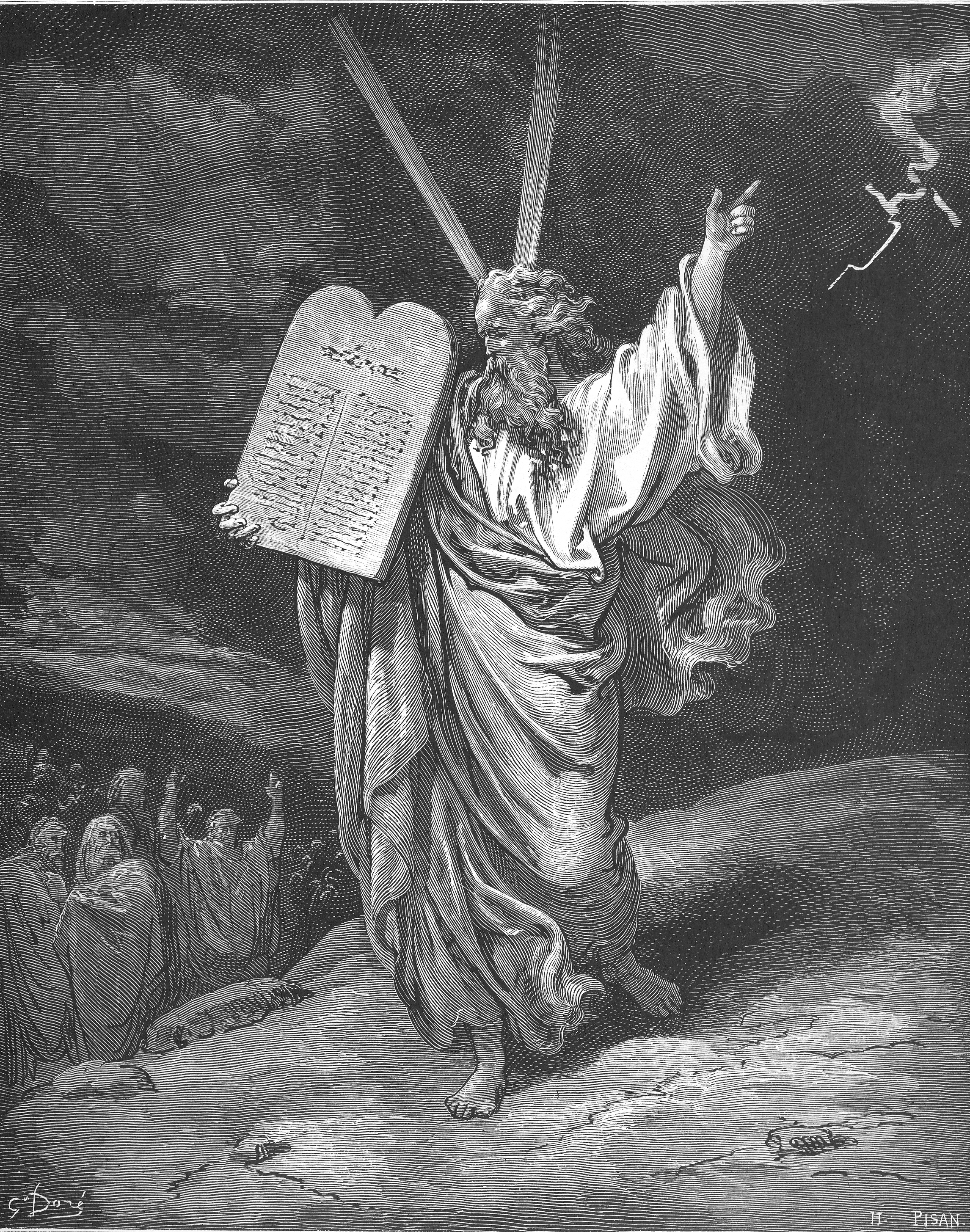
Мойсей спускається з гори Синай
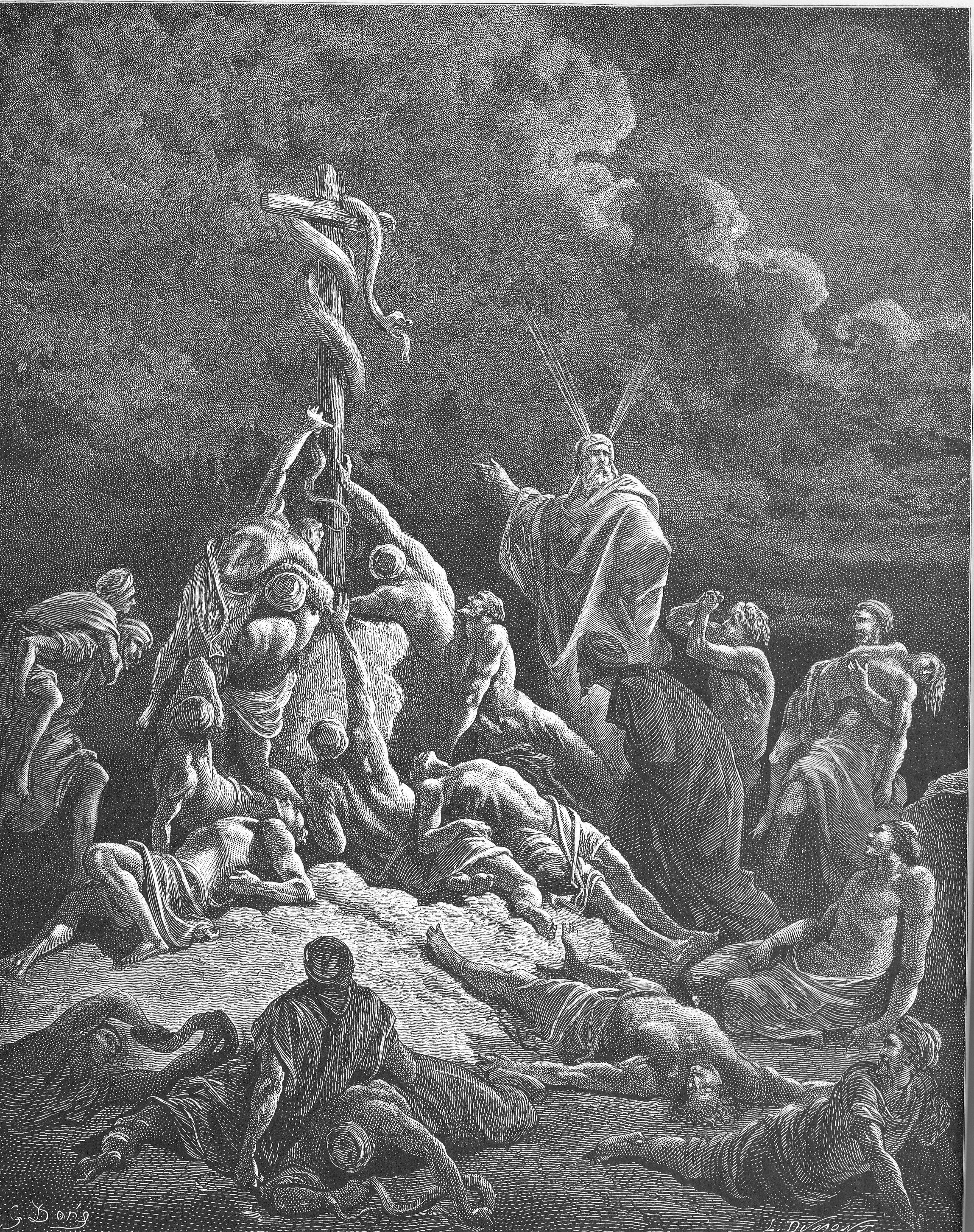
Мідний змій
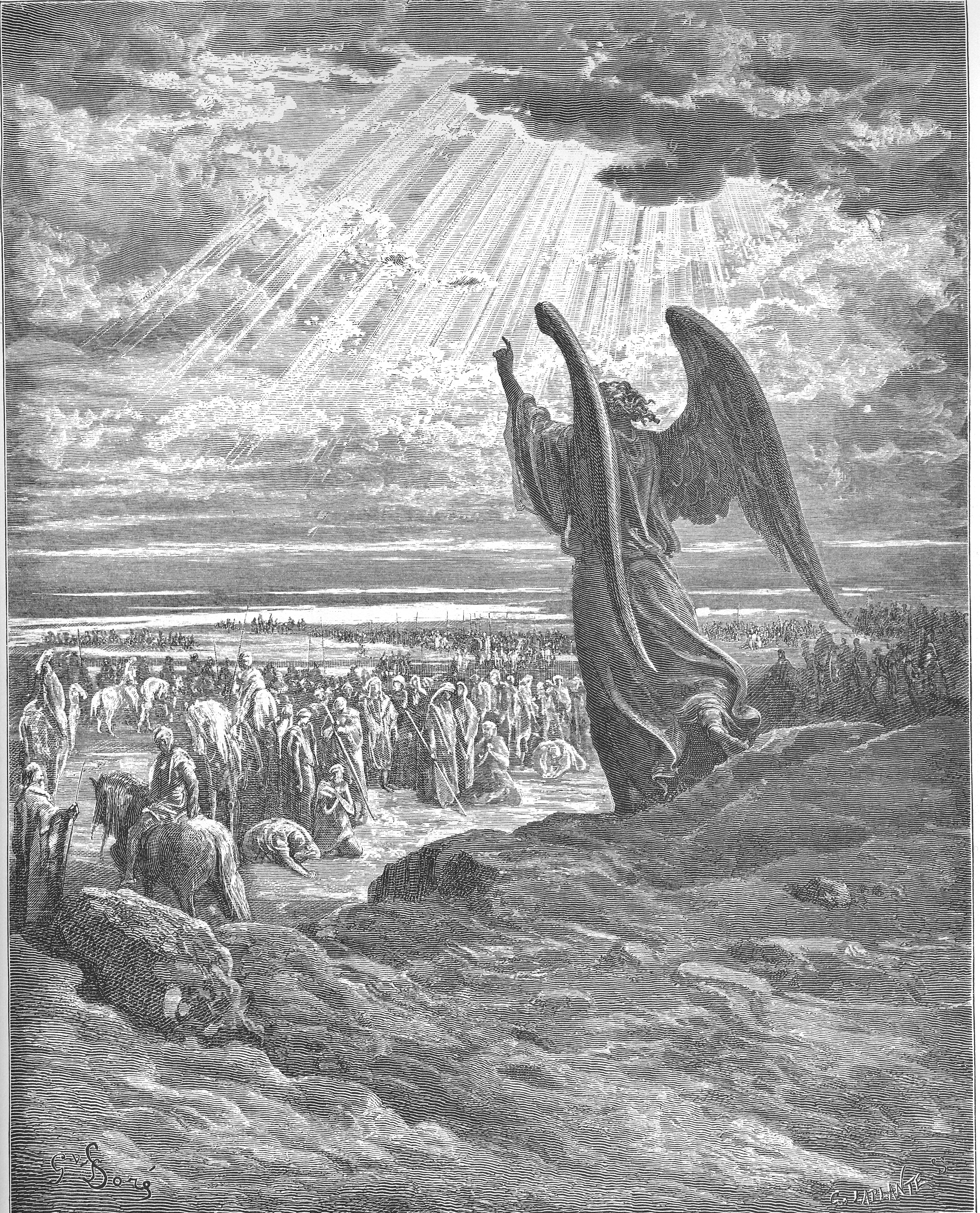
З'ява янгола Ісусові Навину
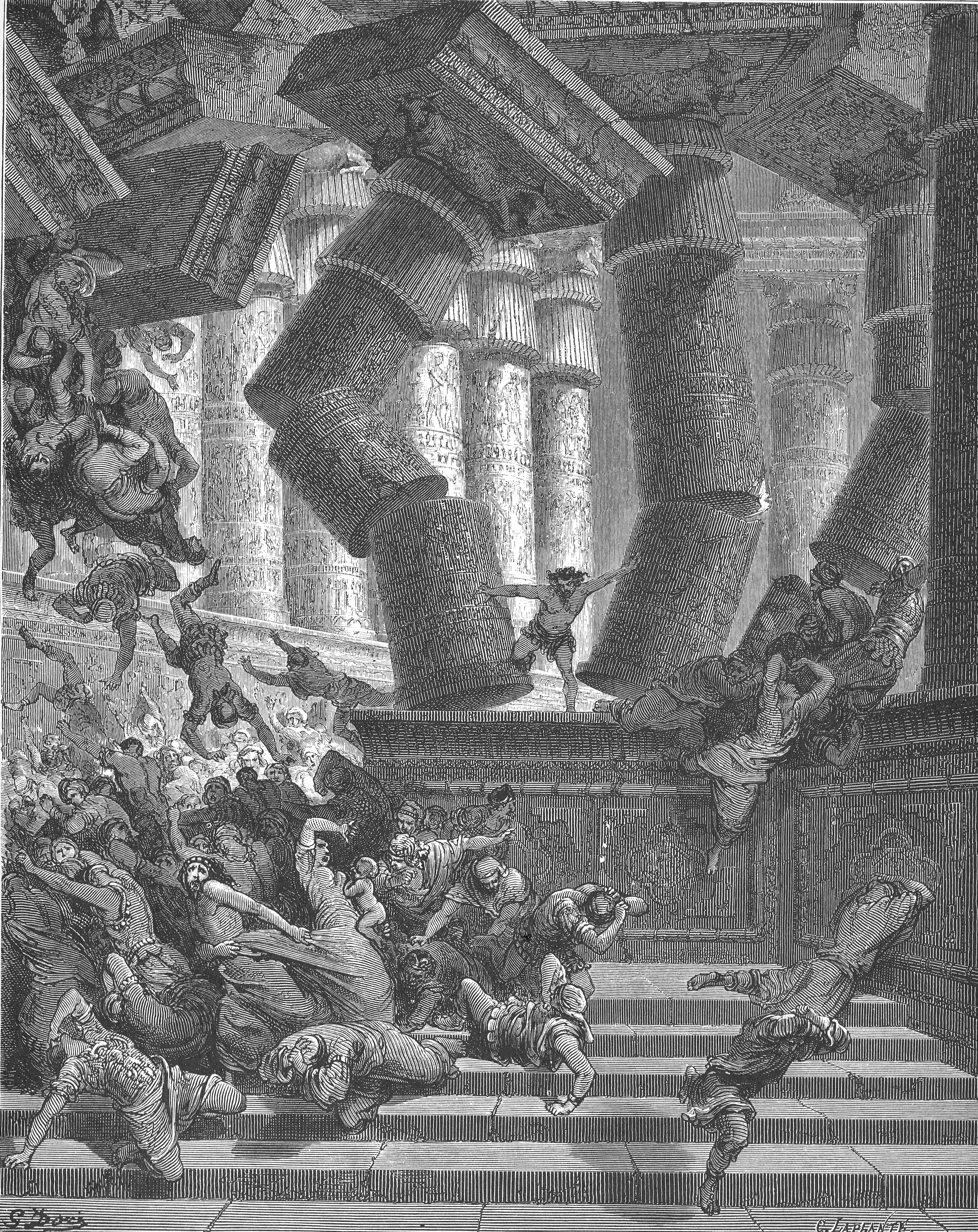
Смерть Самсона
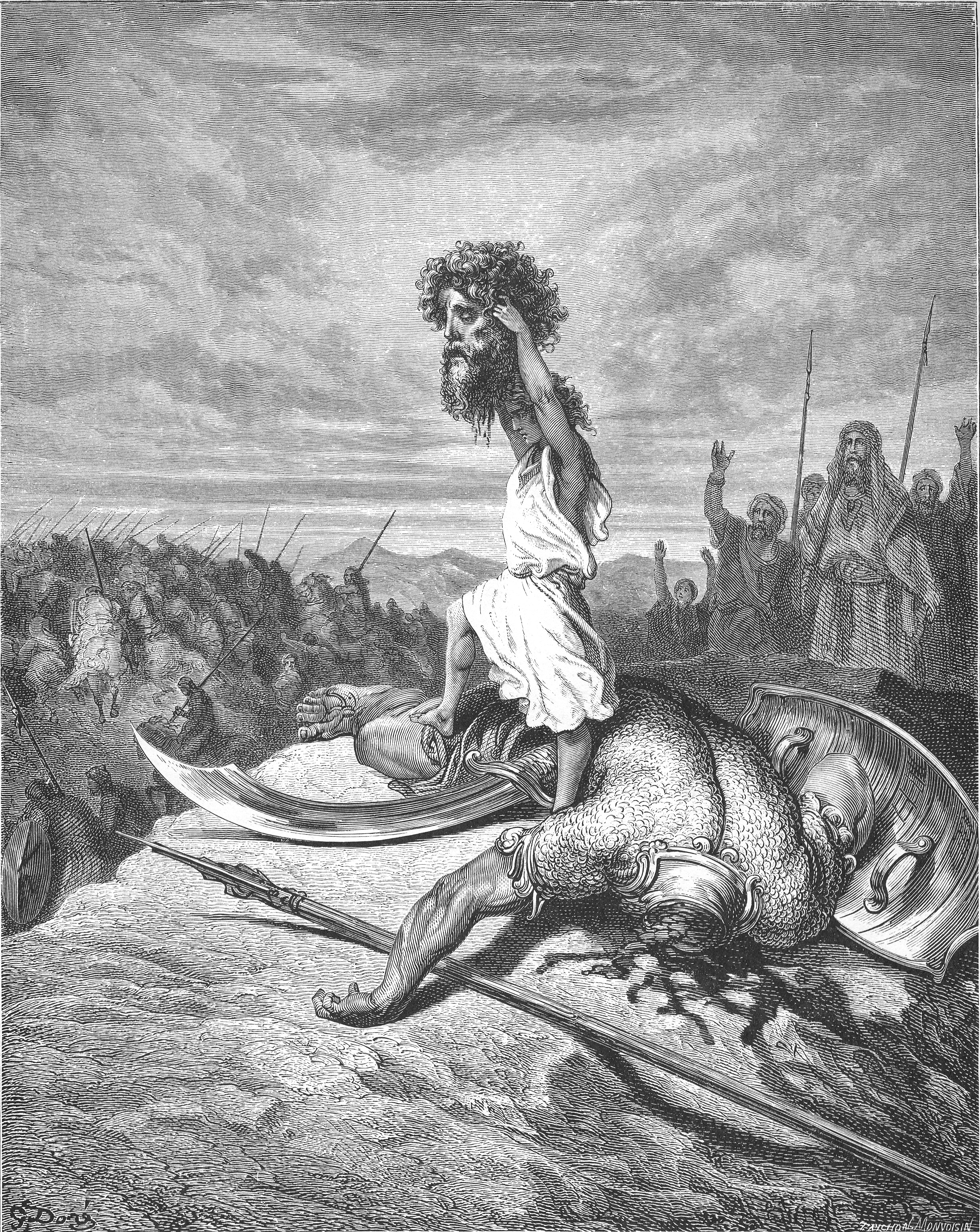
Перемога Давида над Голіафом
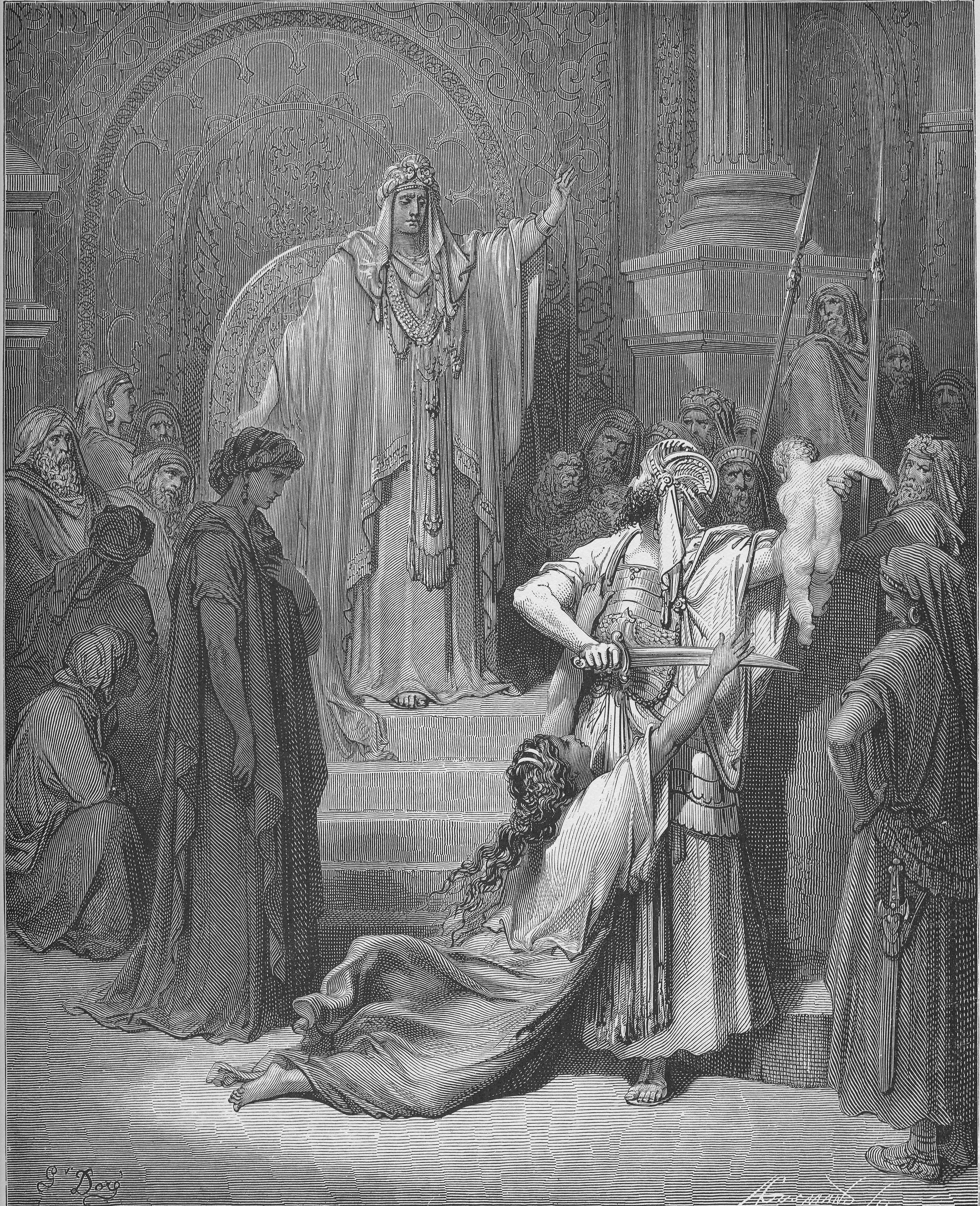
Суд Соломона
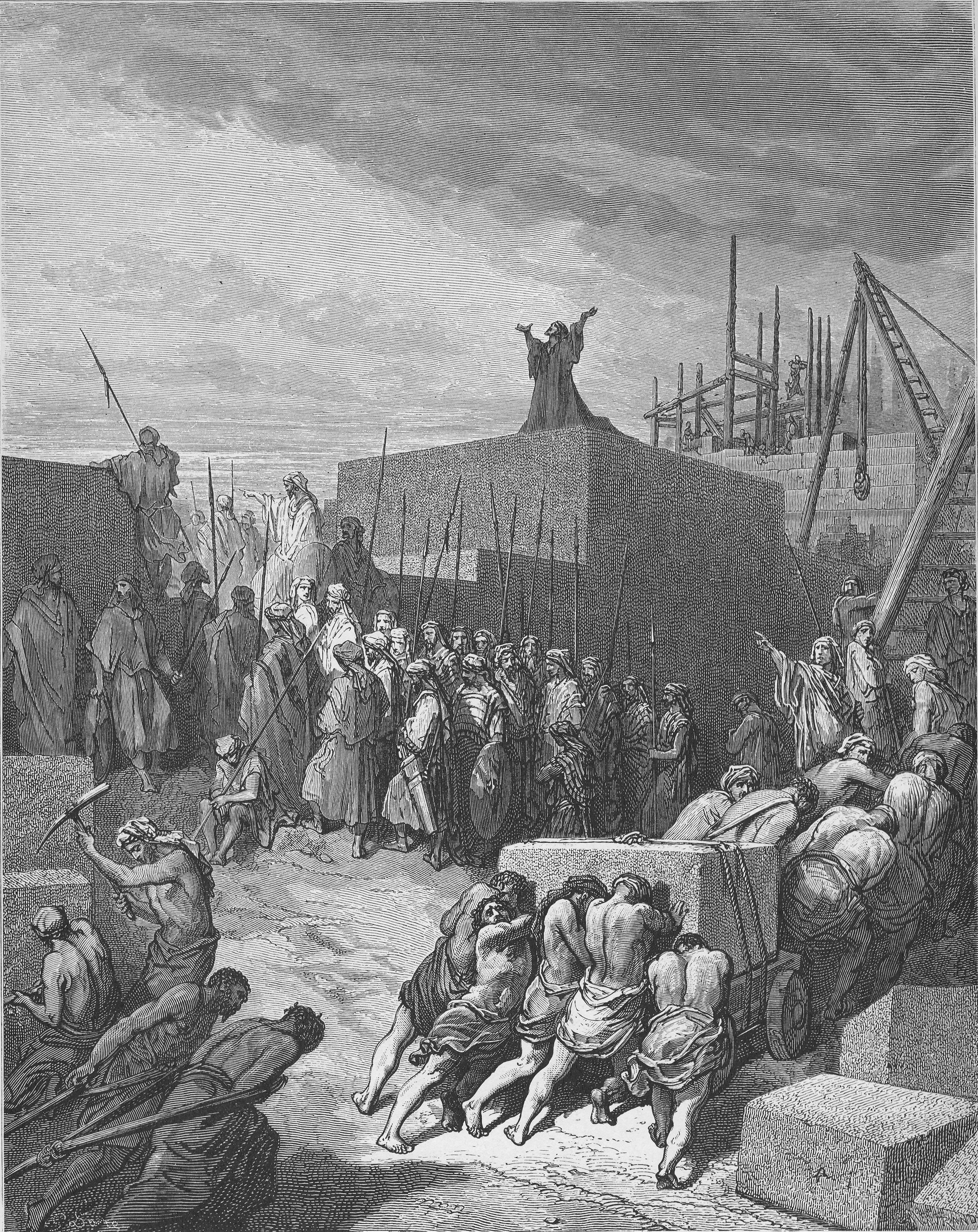
Відбудова Єрусалимського храму
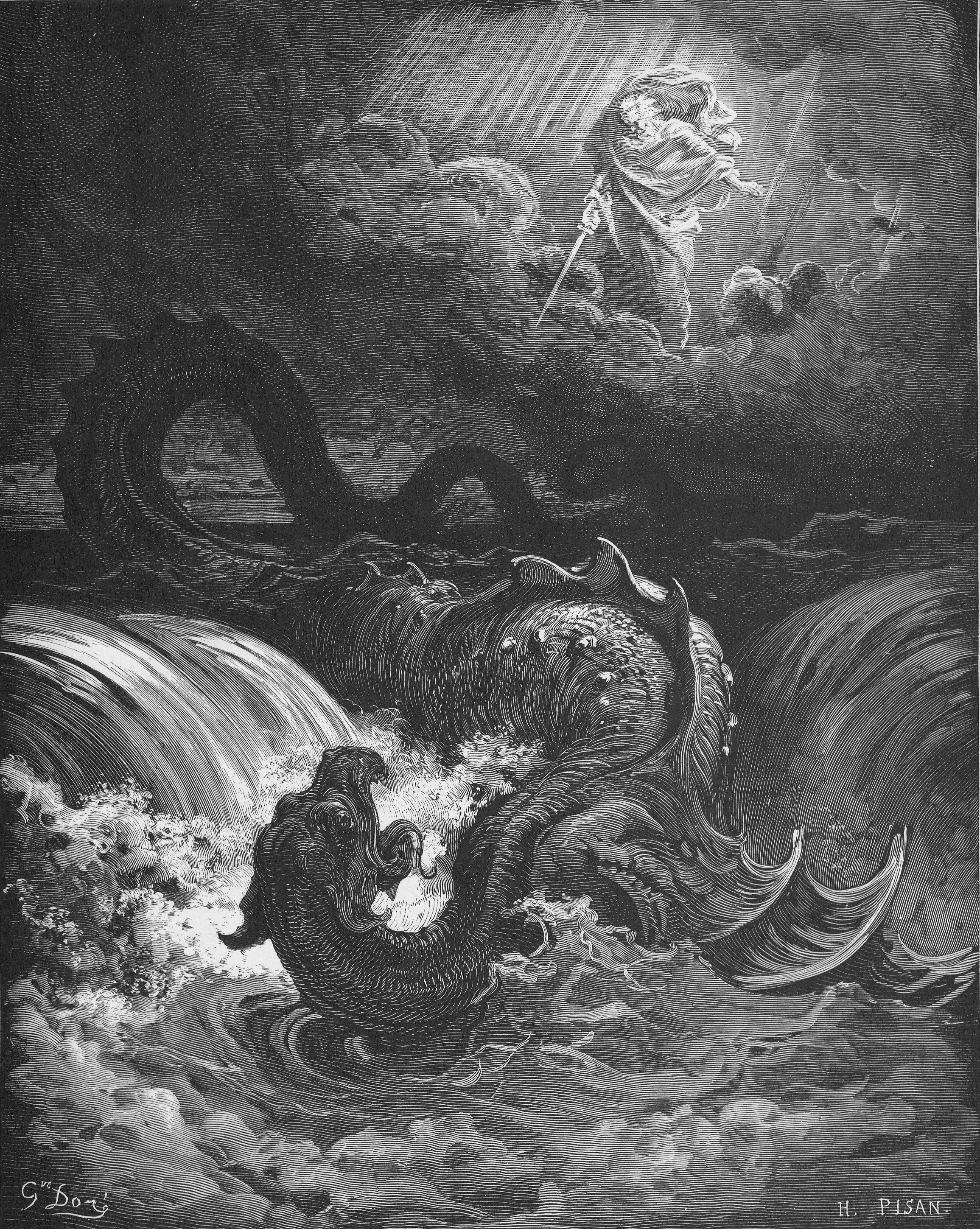
Знищення Левіафана
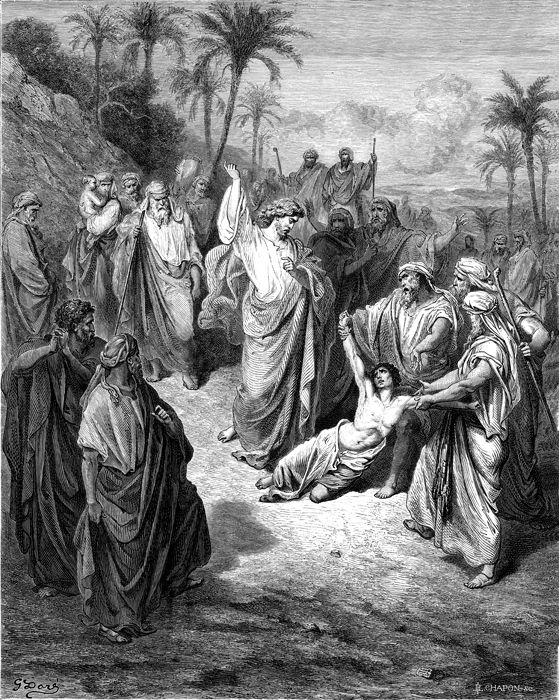
Христос зцілює біснуватого
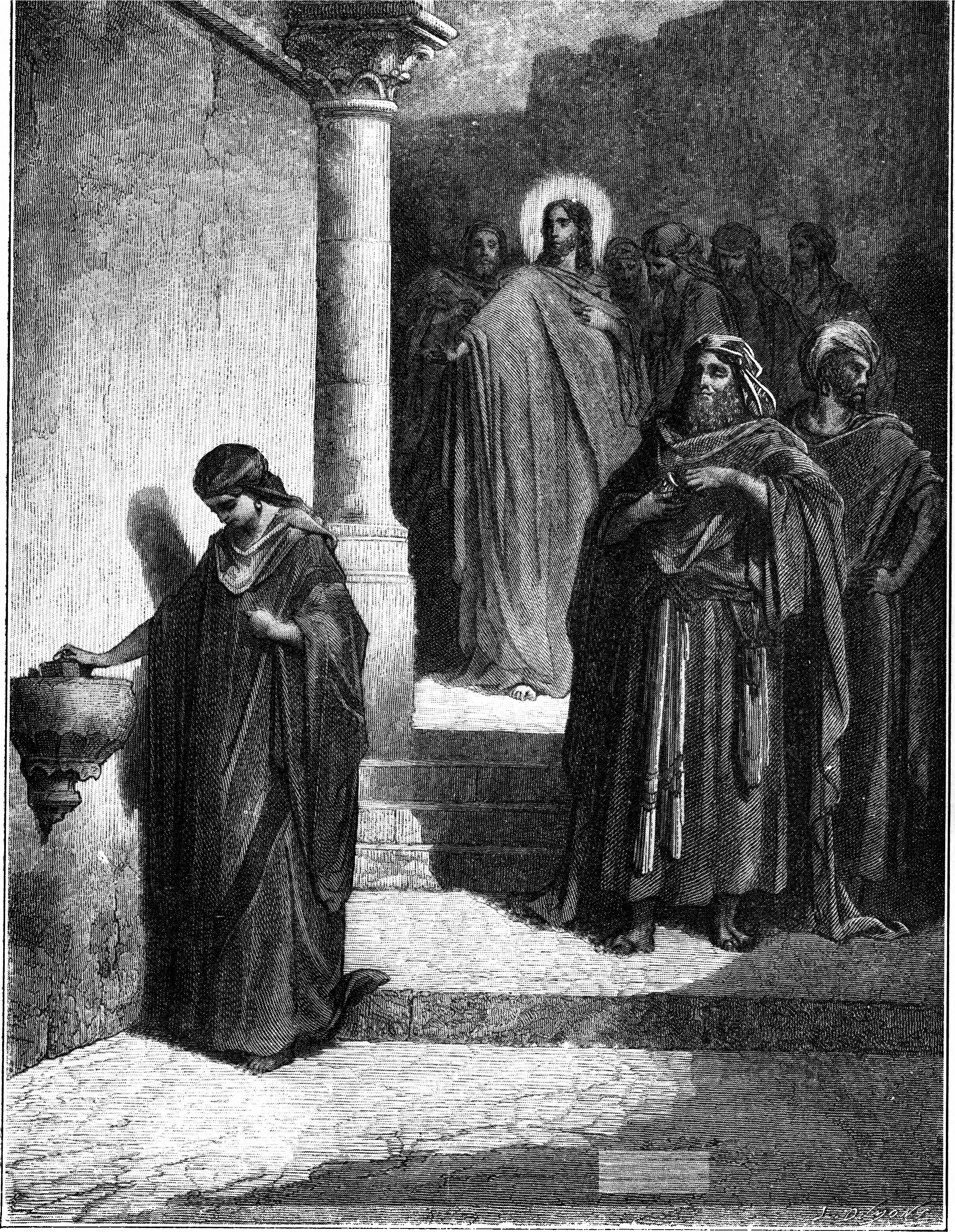
Вдовина лепта
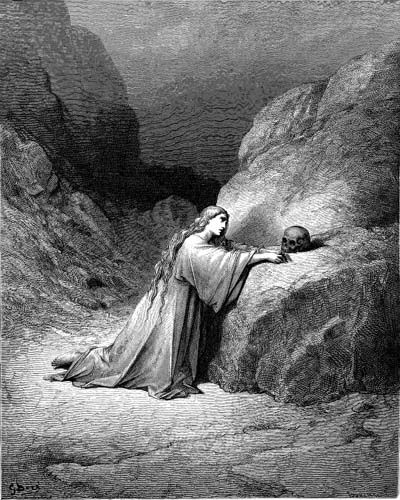
Каяття Марії Магдалини
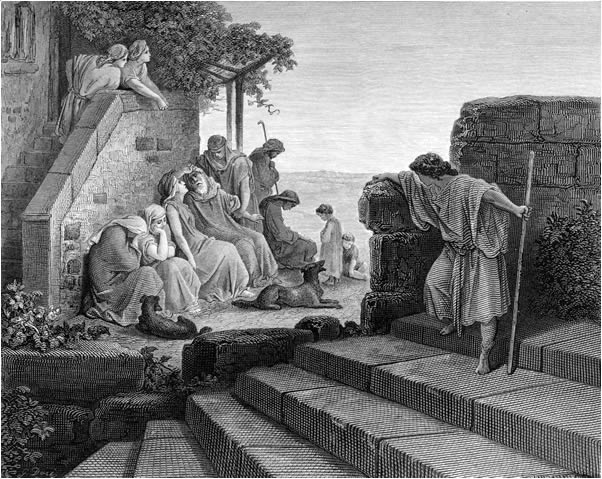
Повернення блудного сина
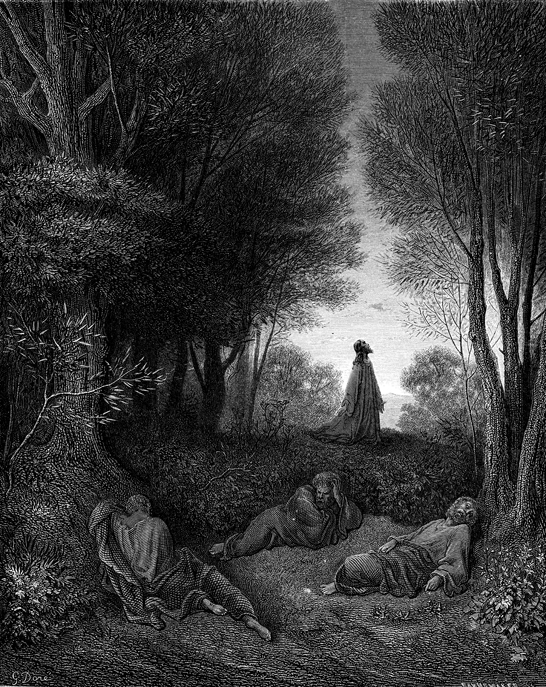
Молитва Христа в саду
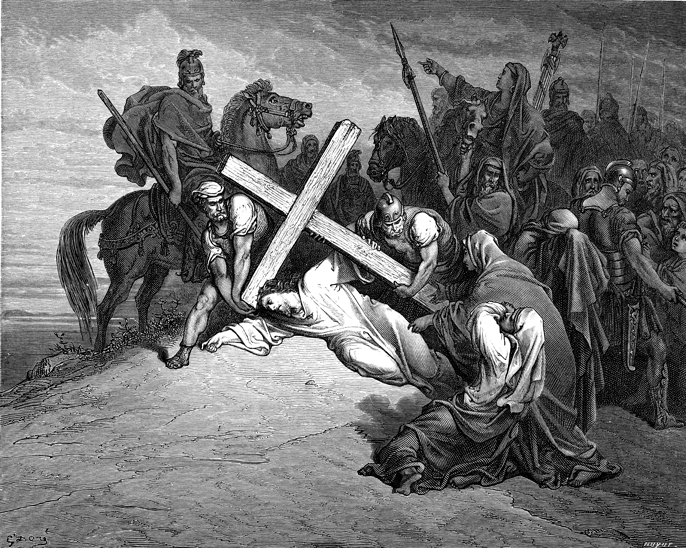
Прибуття Христа на Голгофу
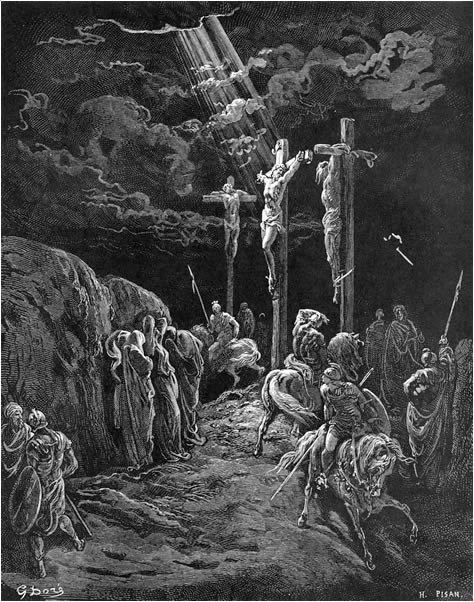
Розп'яття
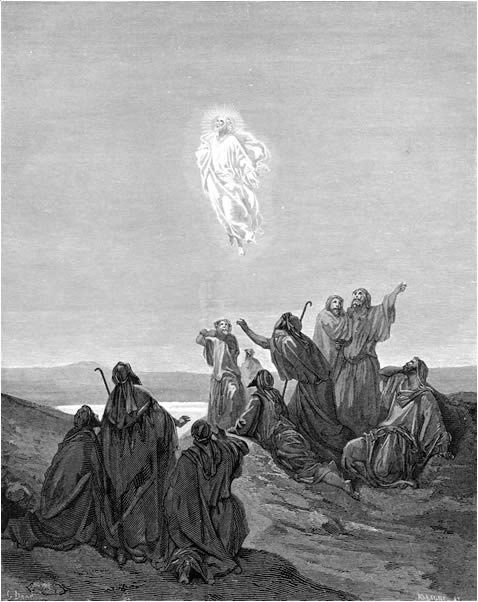
Вознесіння Христа
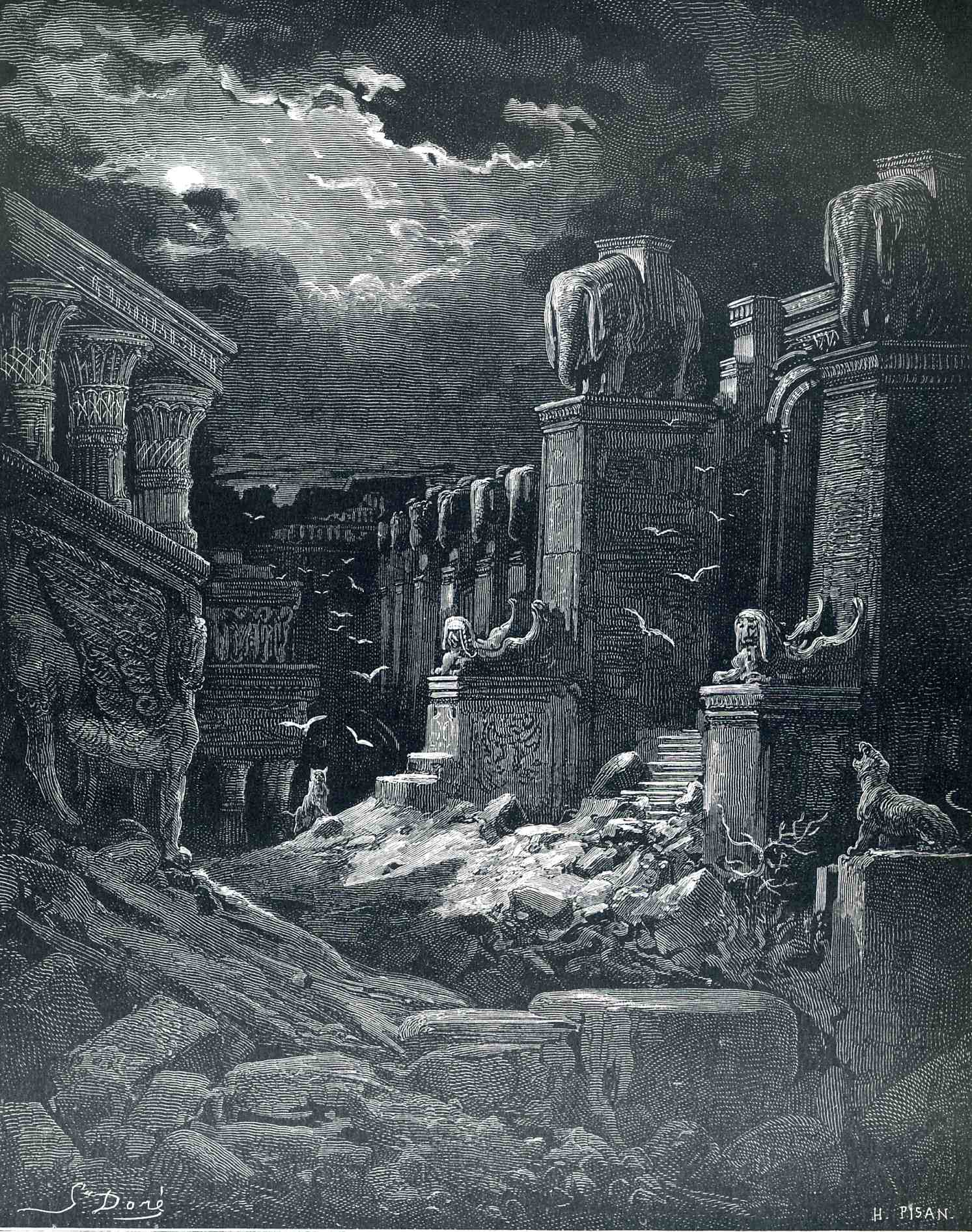
Падіння Вавилона
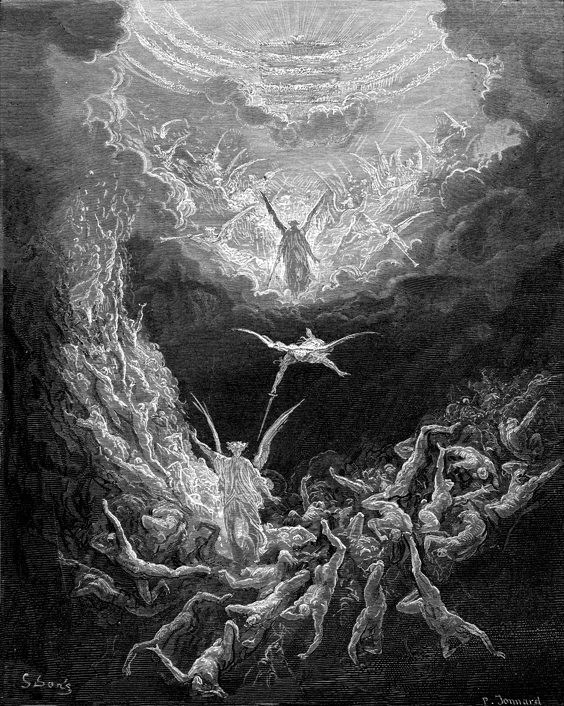
Останній суд
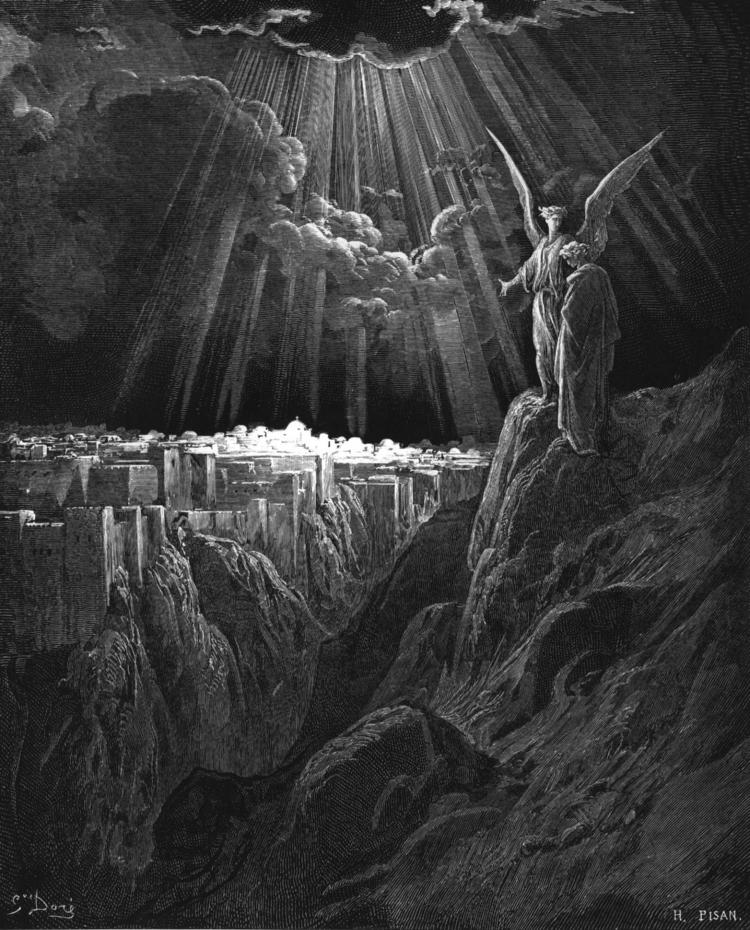
Новий Єрусалим

Ілюстрації до «Божественної комедії»
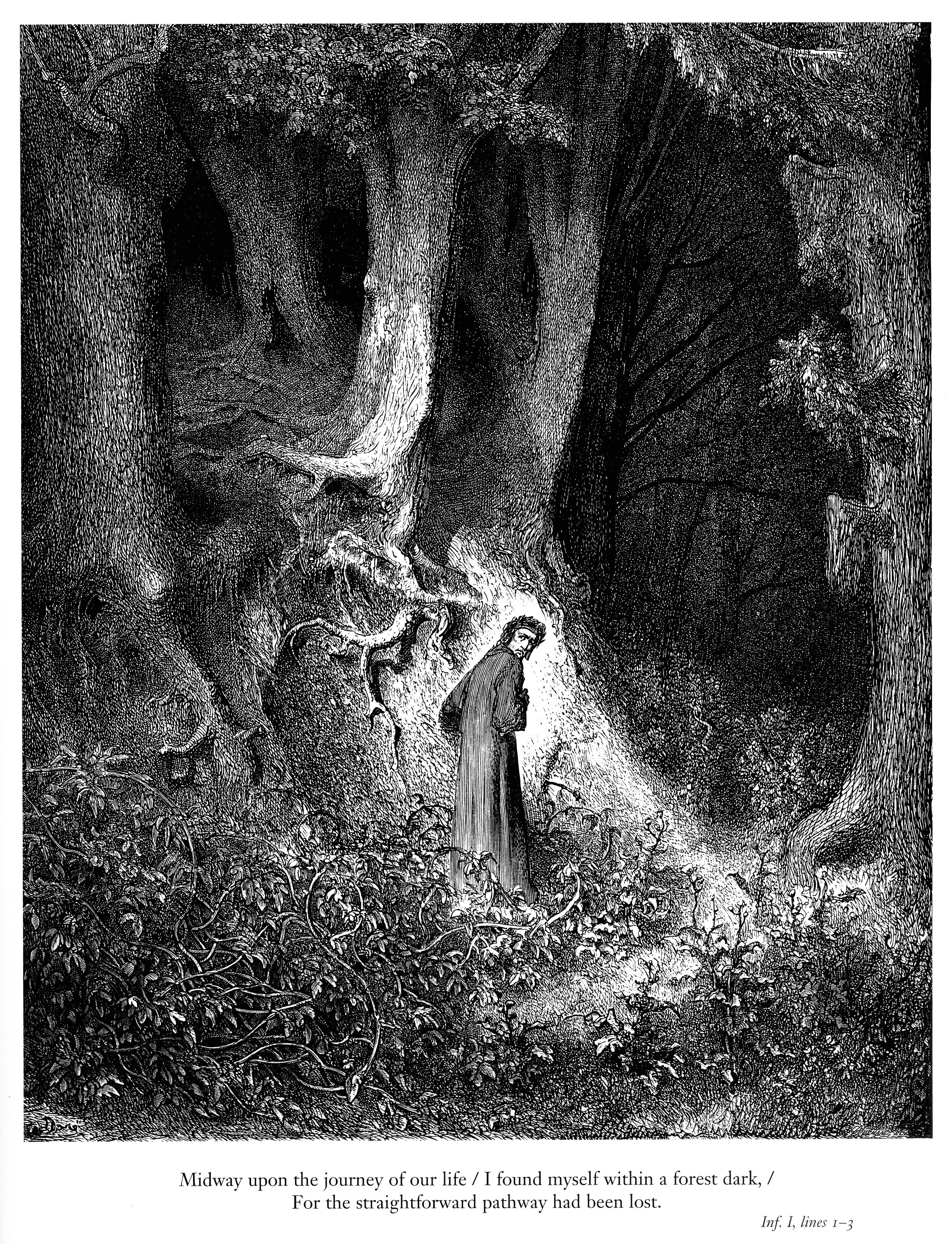
Данте у лісі
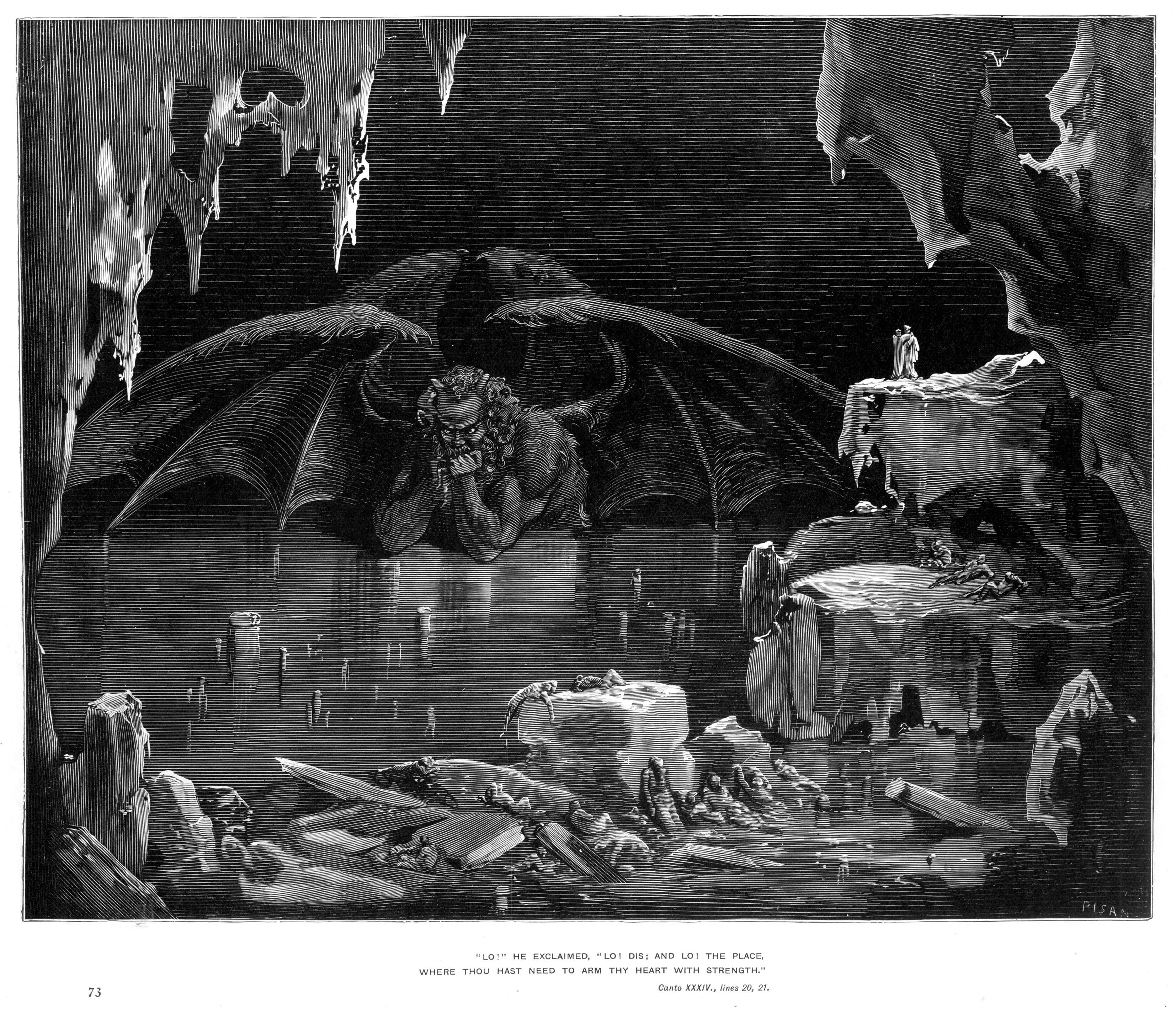
Люцифер у Пеклі
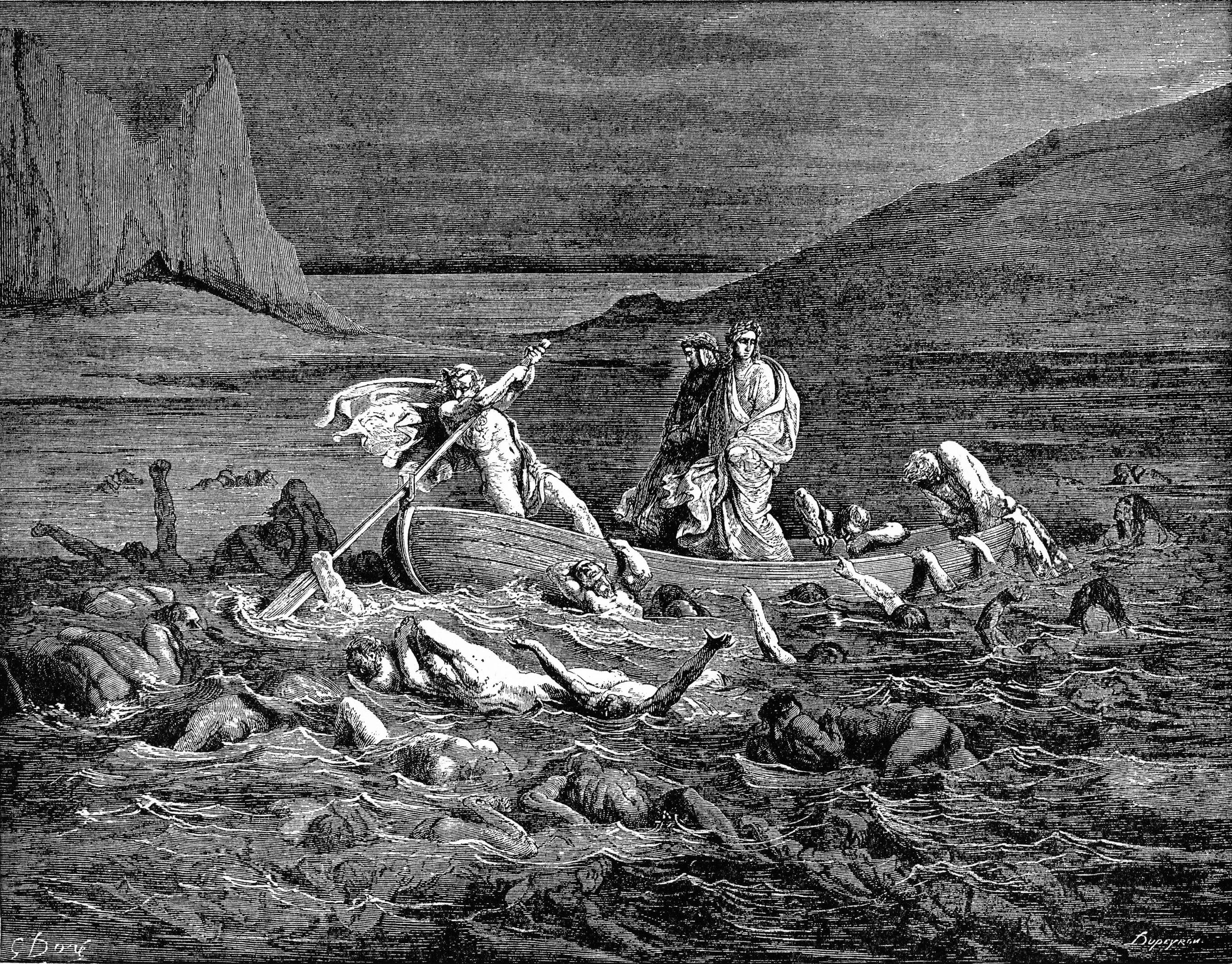
Річка Стікс
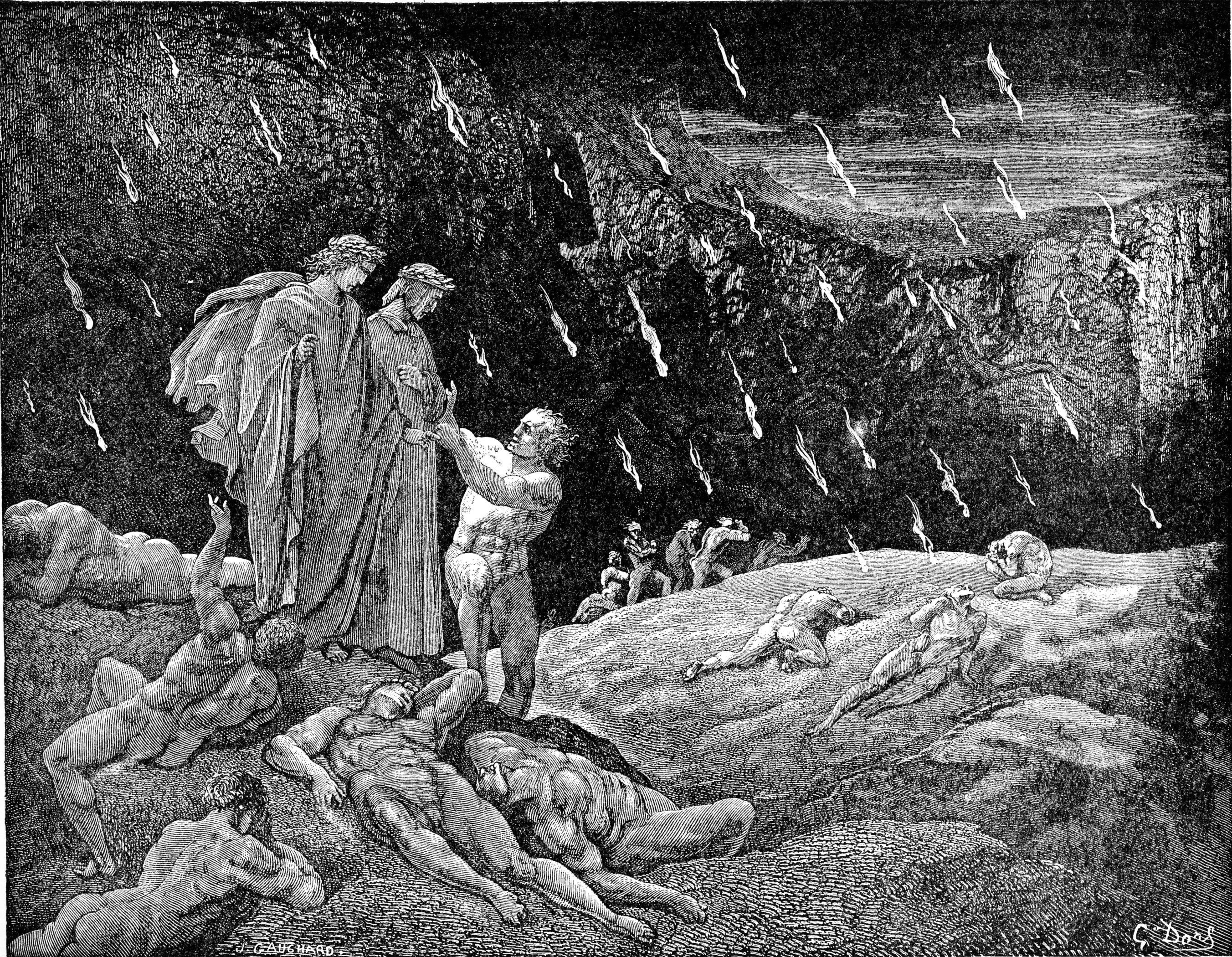
Брунетто Латіні мовить до Данте
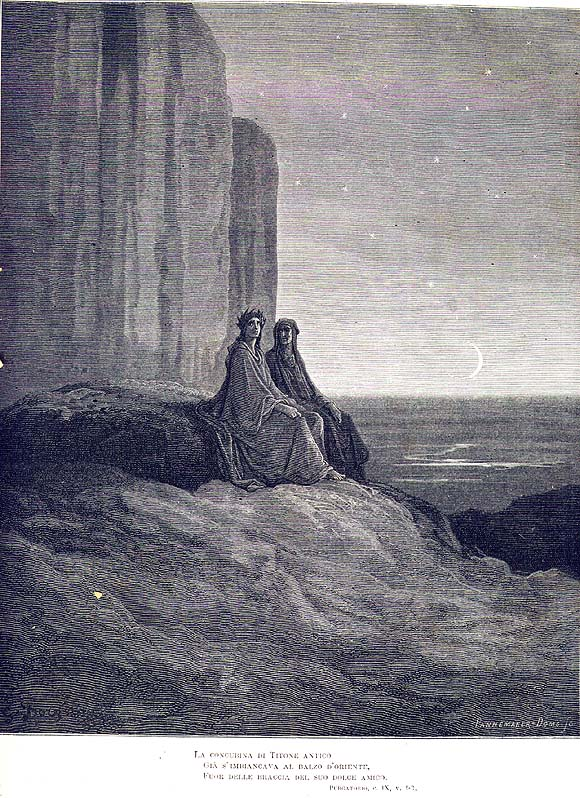
Данте і Вергілій у чистилищі
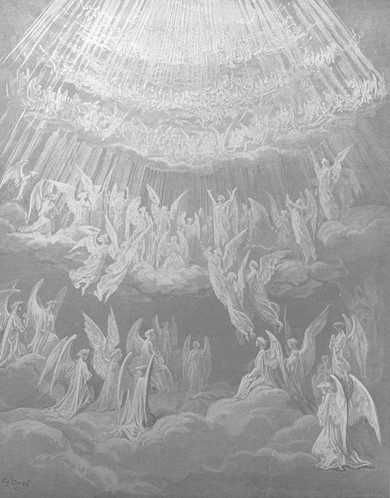
Чини янголів
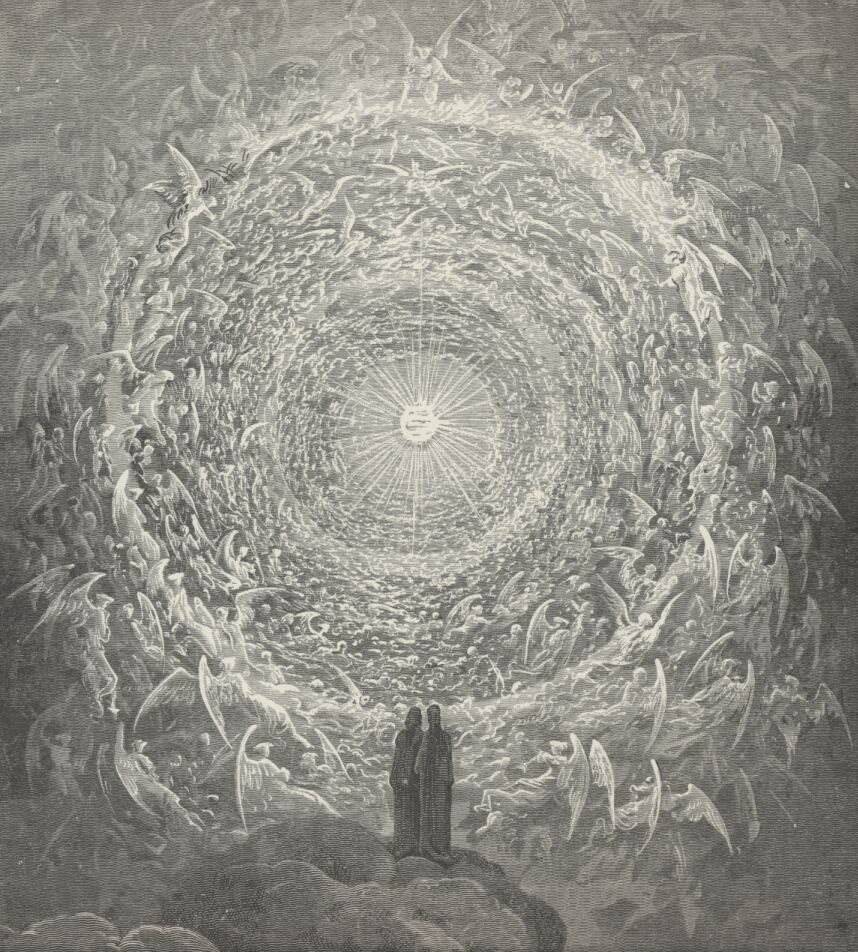
Рай

Ілюстрації до казок
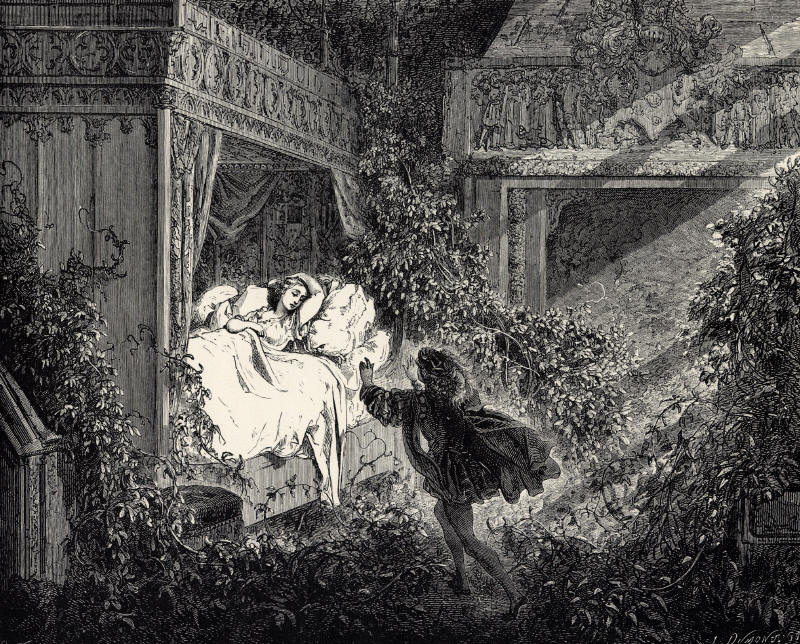
«Спляча красуня»
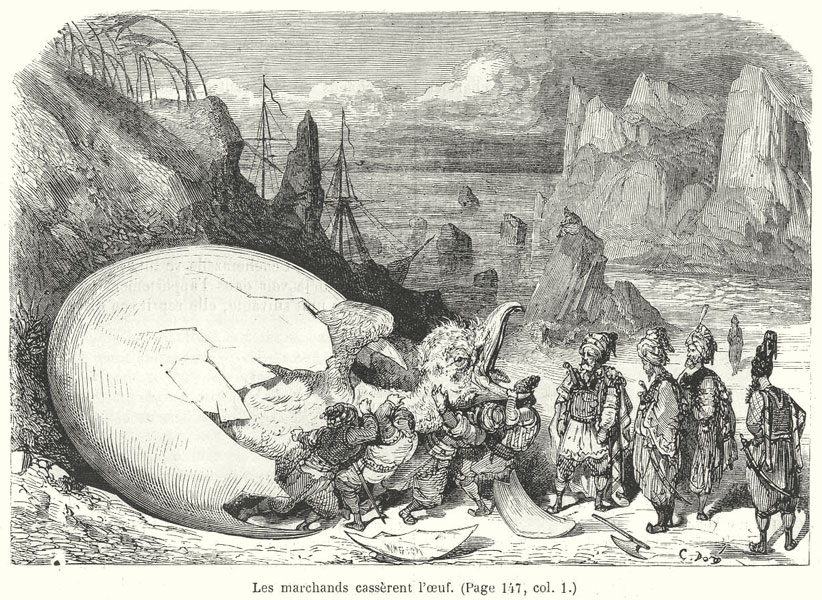
«П'ята подорож Синдбада»
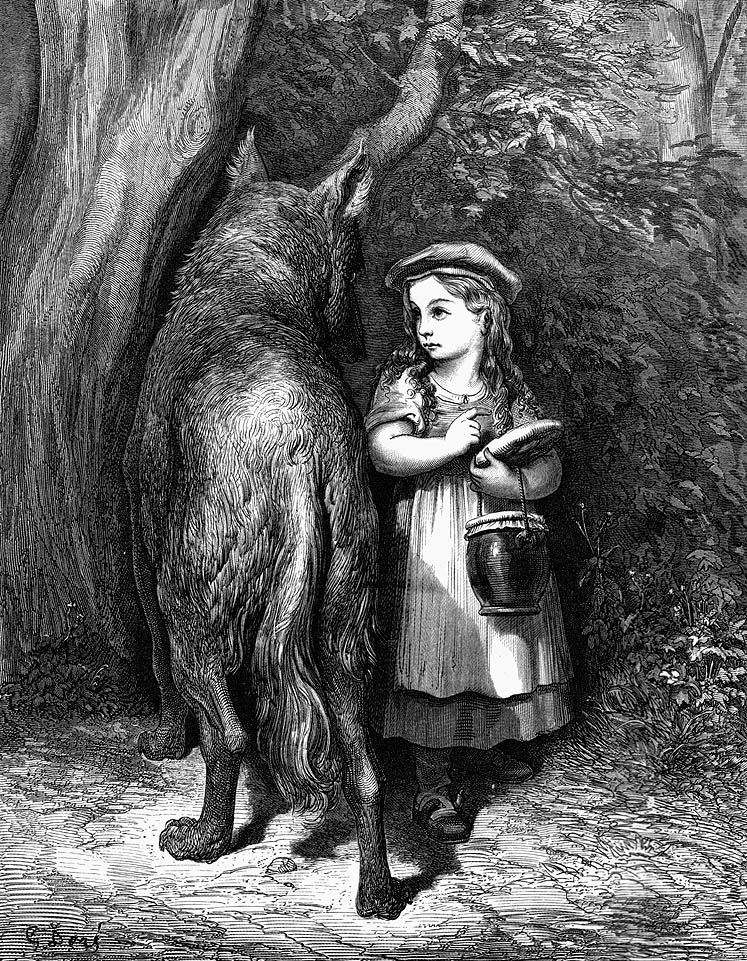
«Червона шапочка»
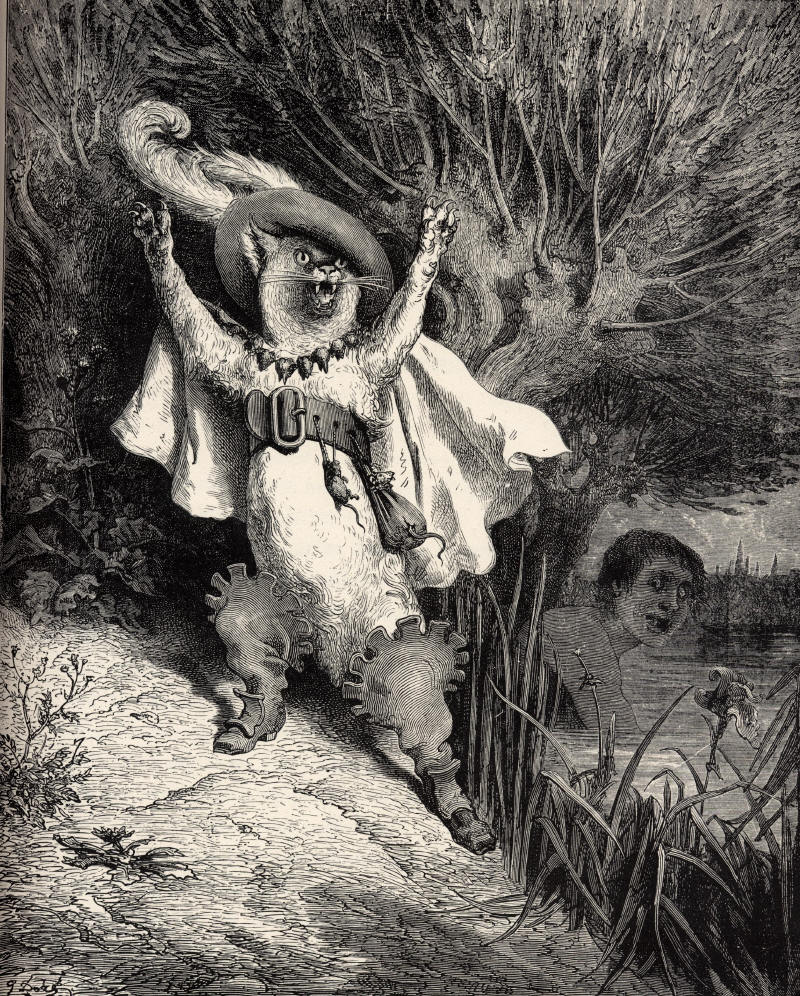
«Кіт у чоботях»
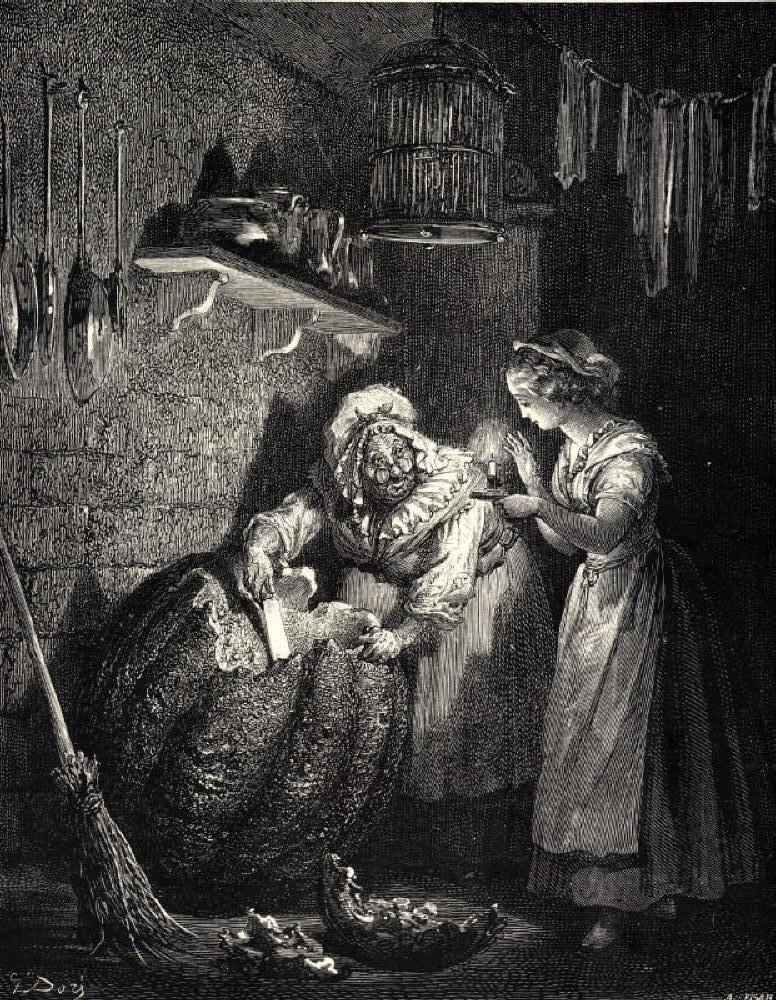
«Попелюшка»
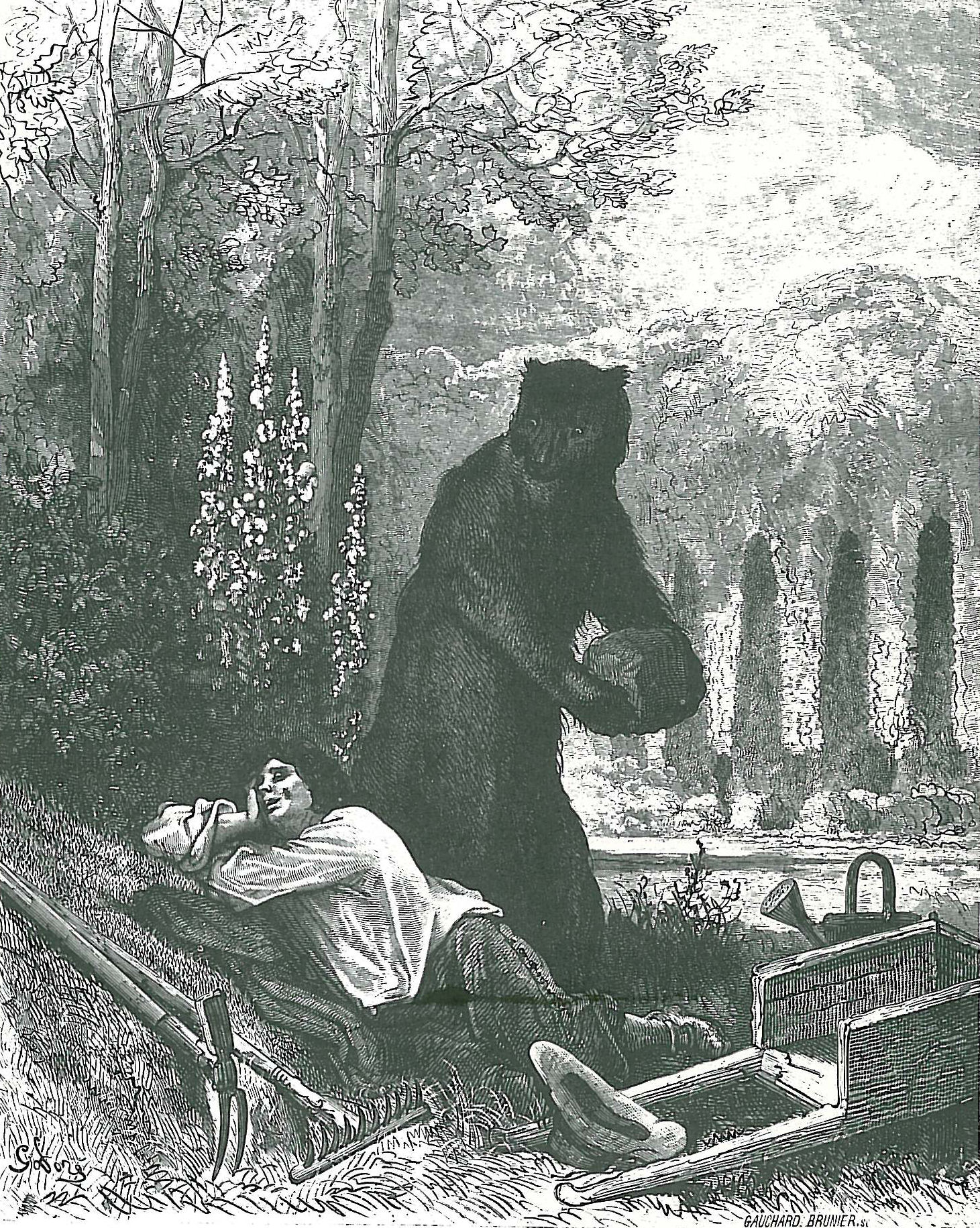
«Ведмежа послуга»
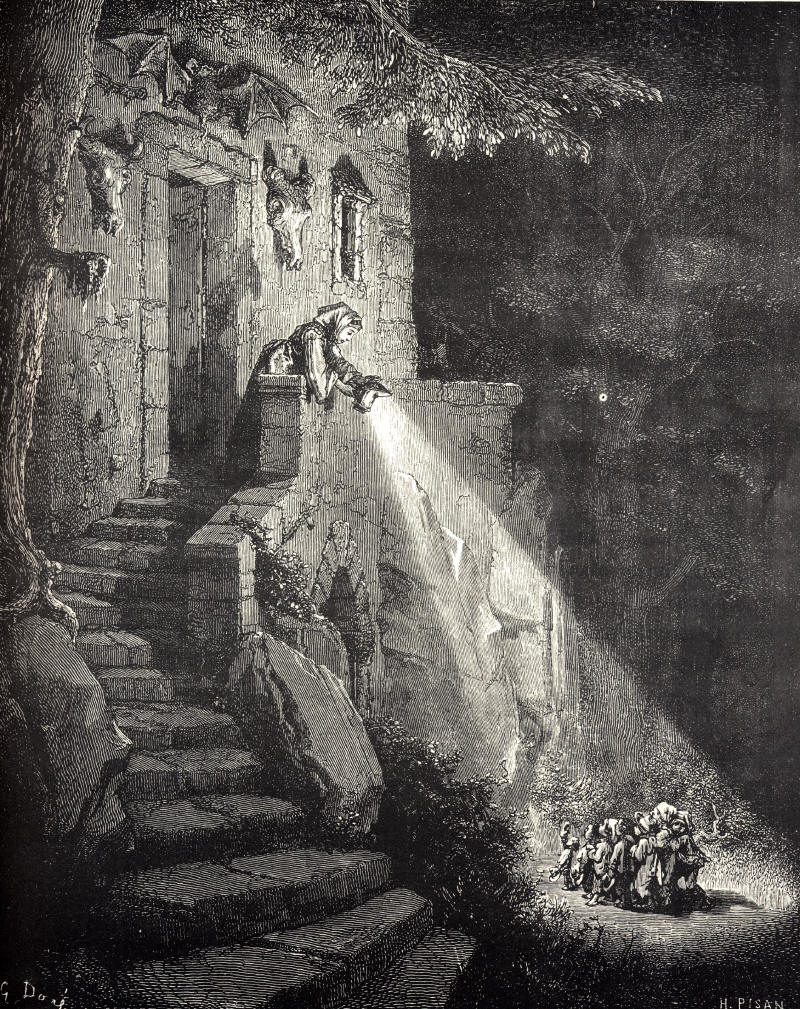
«Хлопчик-мізинчик»

Картини
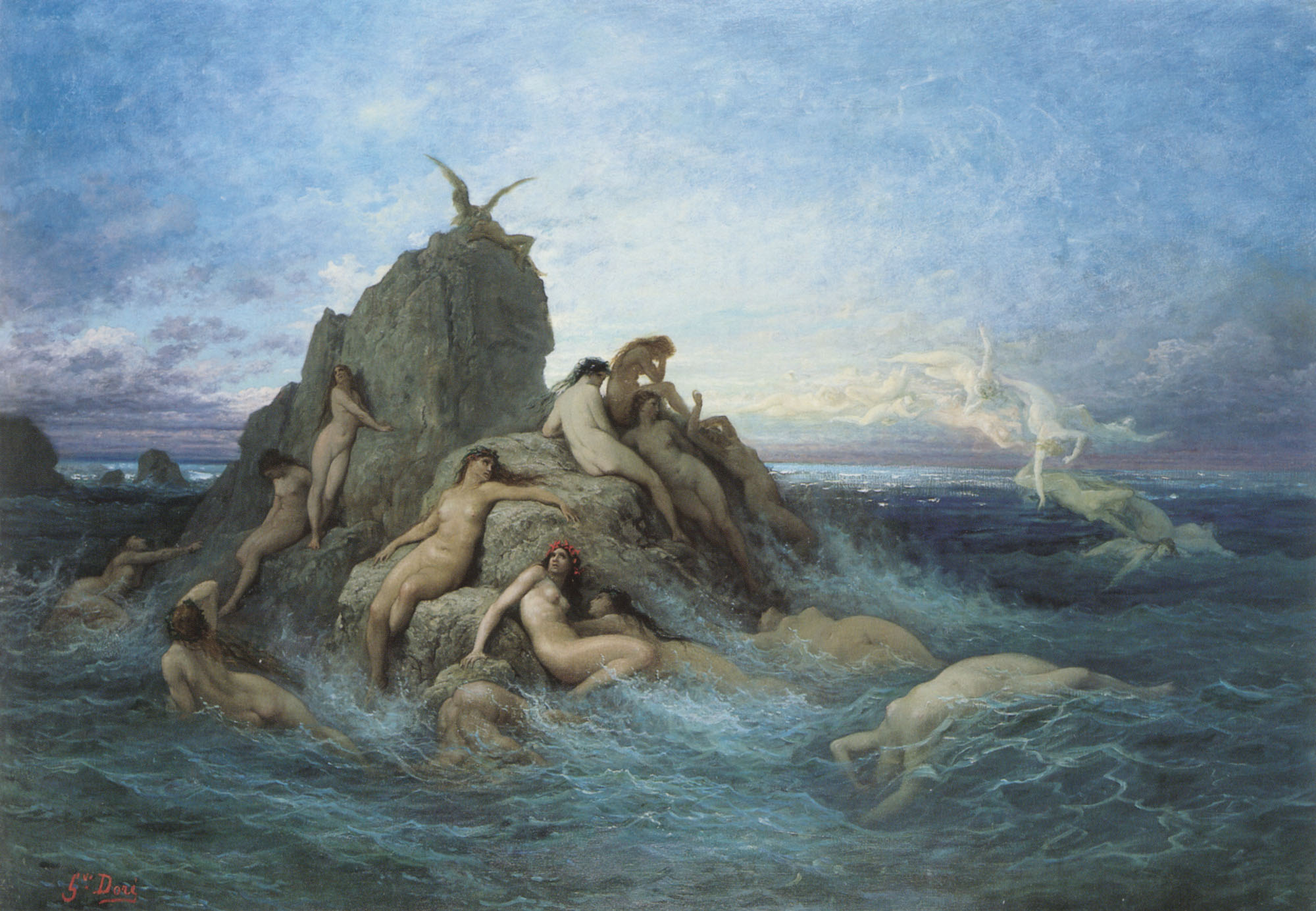
«Океаніди»
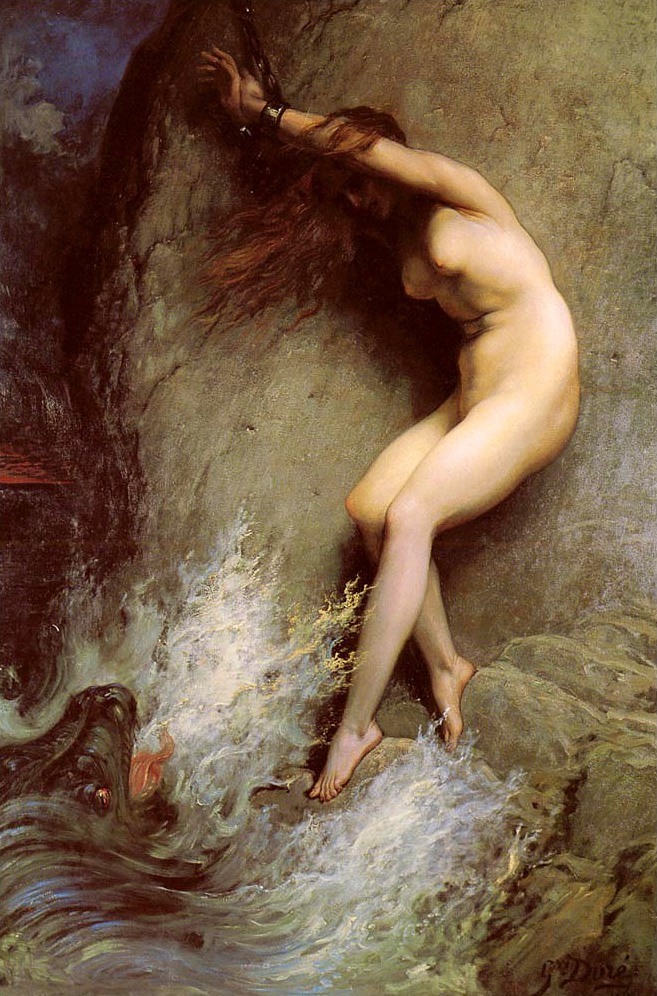
«Андромеда»
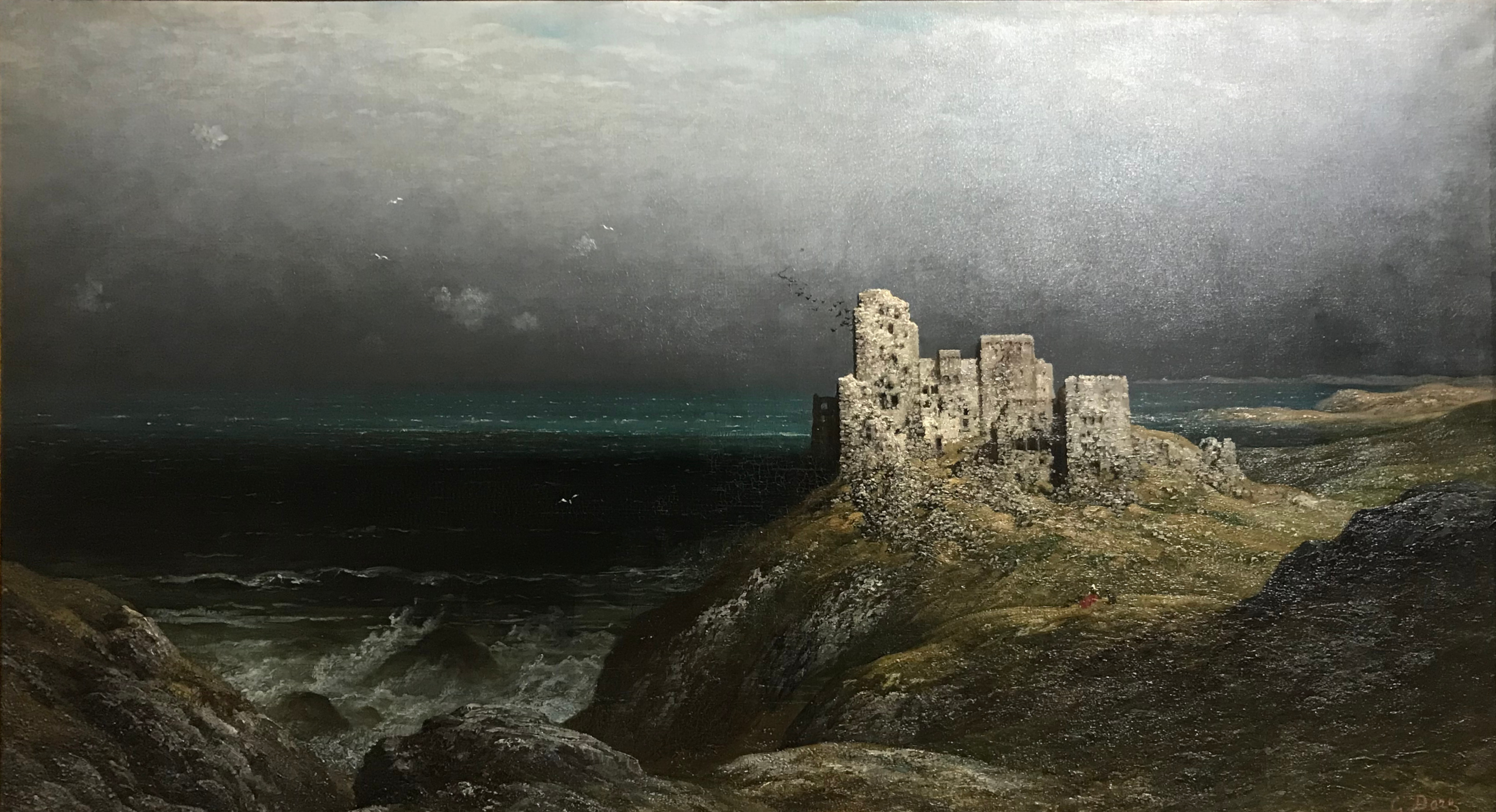
«Любов, війна і краса — від герцогів Бургундських до Габсбургів»
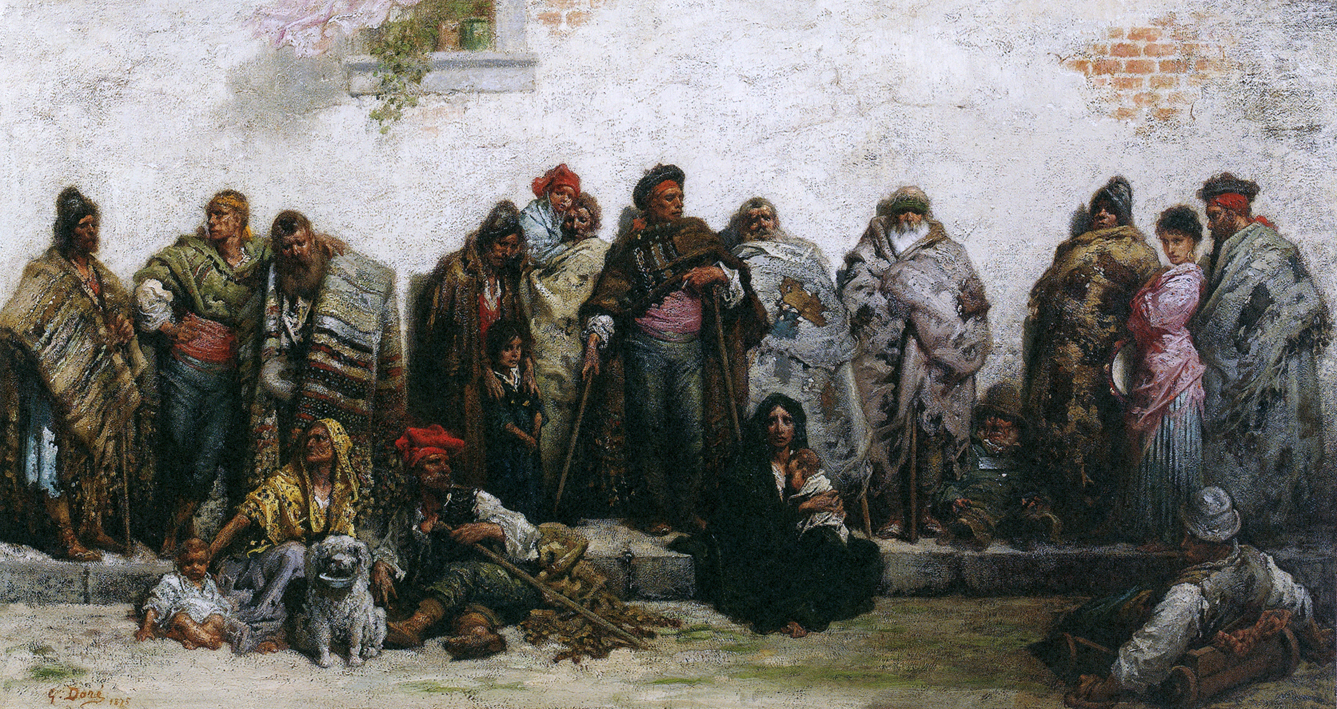
«Жебраки Бургоса»
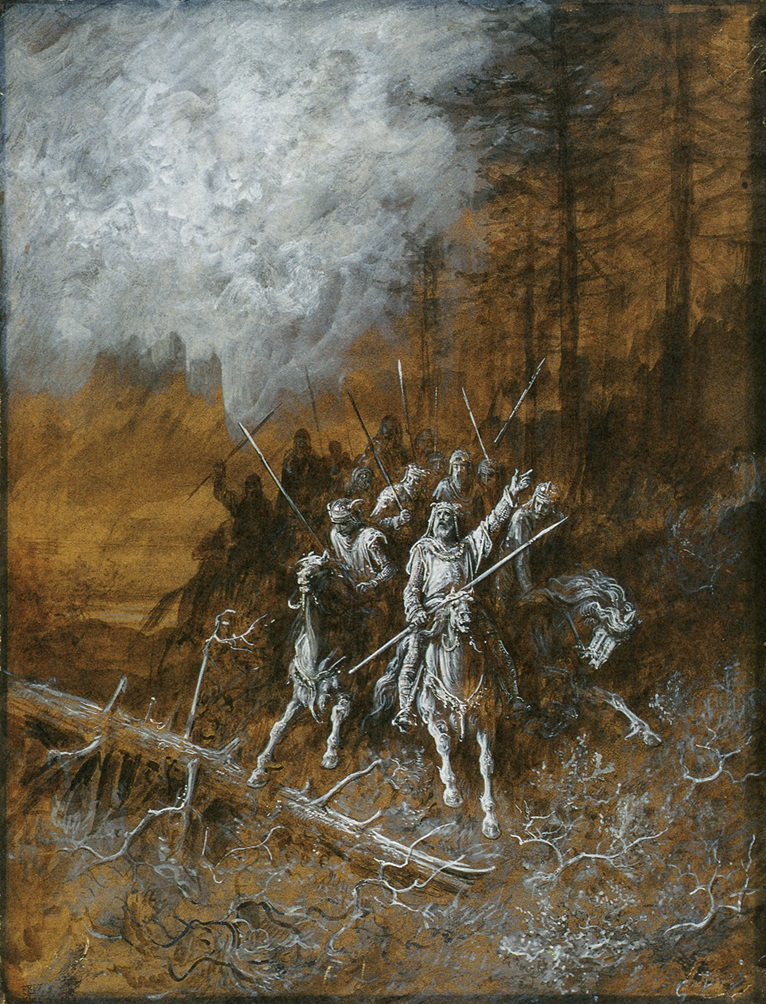
«Марш кавалеристів»
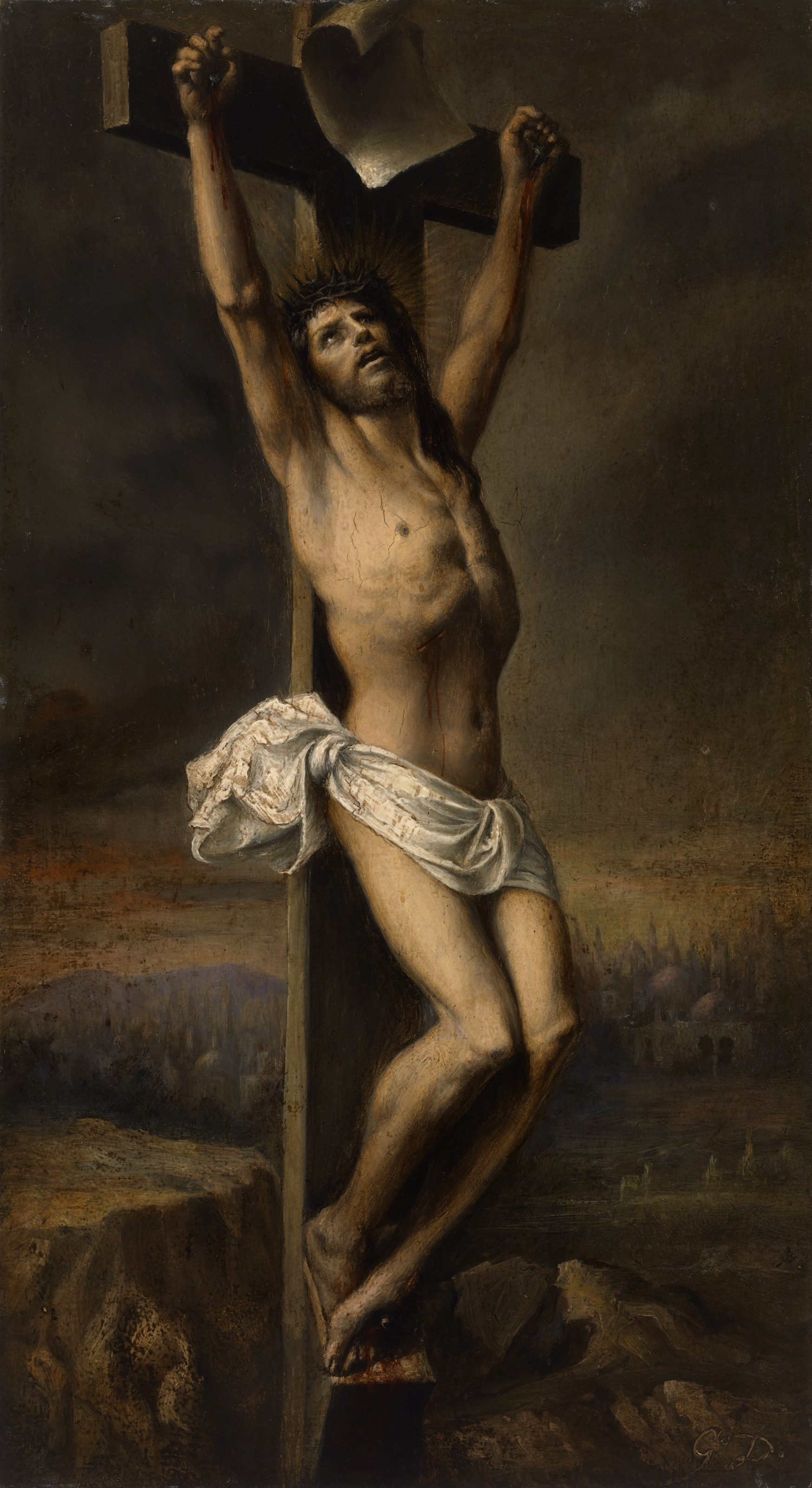
«Христос на хресті»
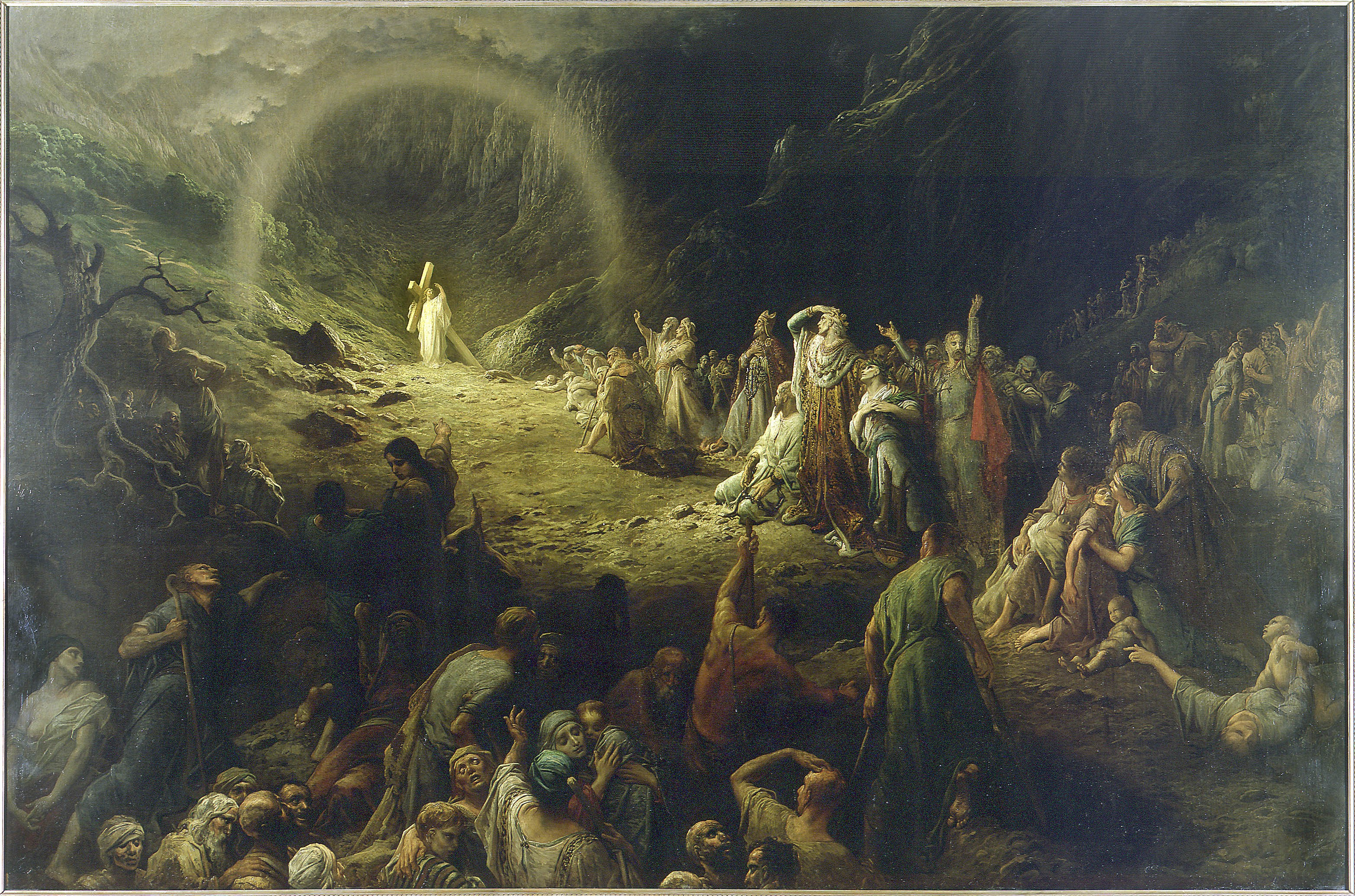
«Долина сліз»

Карикатури
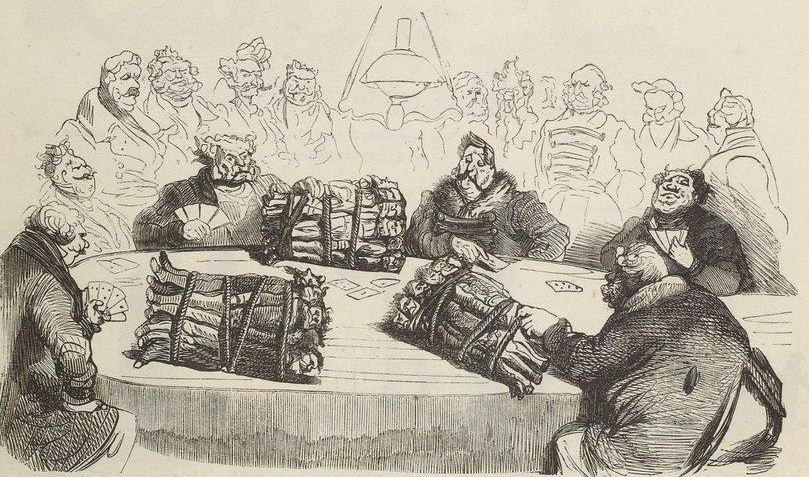
Кріпацтво в Росії
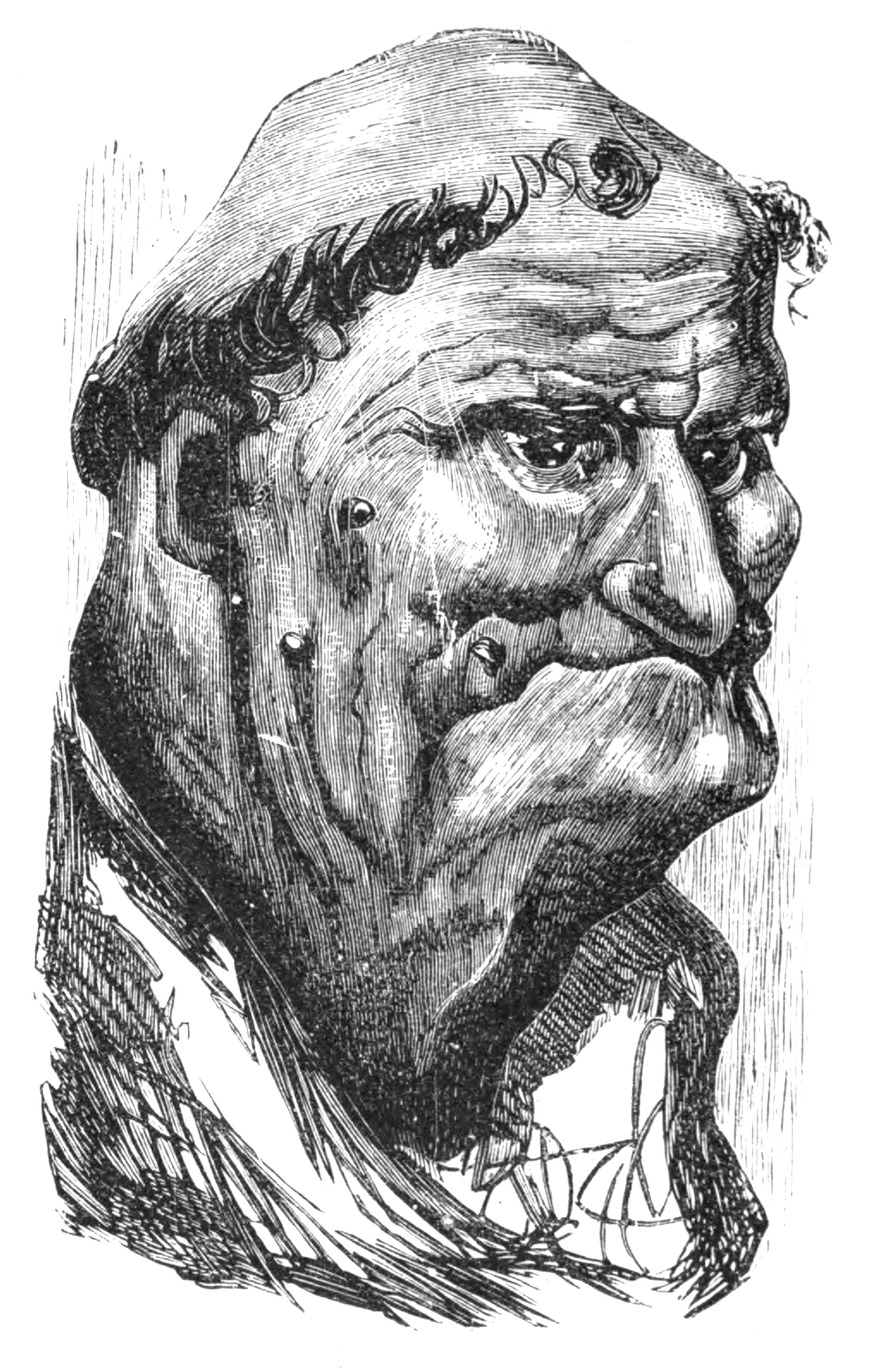
Абат з Мармутьє
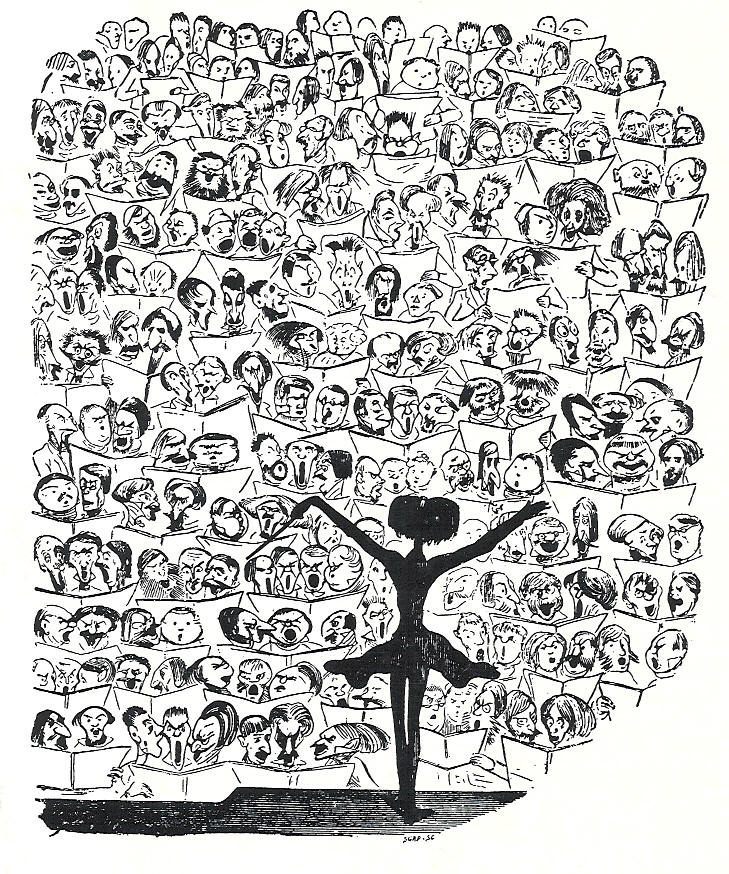
Хор Гектора Берліоза